# セウォル号沈没事故
セウォル号沈没事故（セウォルごうちんぼつじこ、世越号沈没事故）は、2014年4月16日に大韓民国の大型旅客船「セウォル（世越）」が全羅南道珍島郡の観梅島沖海上で転覆・沈没した事故である。

## 概要

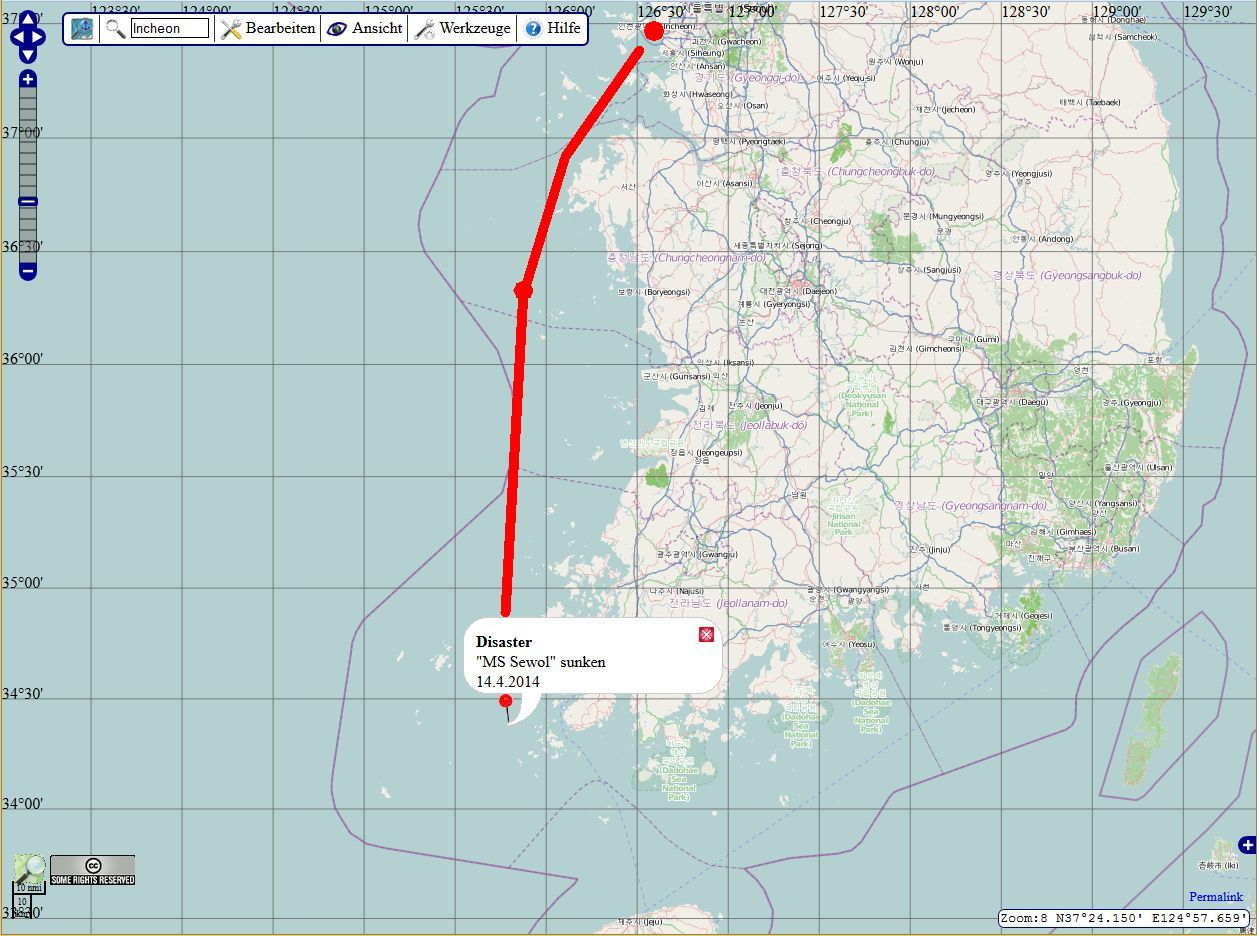
セウォルの航路。仁川港より出港し、観梅島沖で転覆し沈没した。

2014年4月16日午前8時58分頃、韓国・仁川広域市の仁川港から済州島へ向かっていた清海鎮海運（チョンヘジンかいうん、청해진해운）所属の大型旅客船「セウォル（世越、SEWOL）」が全羅南道珍島郡の観梅島（クァンメド）沖海上で転覆・沈没した。セウォルには修学旅行中の京畿道安山市の檀園高等学校2年生生徒325人と引率の教員14人のほか、一般客108人、乗務員29人の計476人が乗船しており、車両150台あまりが積載されていた。大韓民国国立海洋調査院によると現場周辺は水深27メートルから50メートルで目立った暗礁はなく、16日午前の時点で視界は良好、波高約1メートルと航行の安全に影響するような自然条件はなかった。

この事故は乗員・乗客の死者299人、行方不明者5人、捜索作業員の死者8人を出し、韓国で発生した海難事故としては1993年10月に全羅北道扶安郡蝟島と辺山面格浦里の間の沖合いで292人の死者を出した『西海フェリー沈没事故』を上回る大惨事となった。前の運航会社が同じマルエーフェリーであること、建造した日本の造船所が同じであること、事故形態が似ていることから、2009年11月に日本の三重県で発生した「ありあけ」座礁横転事故と比較された。韓国では2013年まで10代の死亡原因第1位は自殺だったが、この事故により多数の高校生が死亡したため2014年の10代死亡原因第1位は運輸事故となった。

## 経緯
| セウォル                              | セウォル                                                                          |
| ------------------------------------- | --------------------------------------------------------------------------------- |
| 仁川港に停泊するセウォル（2014年3月） |                                                                                   |
| 船歴                                  |                                                                                   |
| 船籍                                  | 日本 (1994 - 2012) 韓国 (2013 - 2014)                                             |
| 所有                                  | マルエーフェリー (1994 - 2012) 清海鎮海運 (2013 - 2014)                           |
| 母港                                  | 仁川港                                                                            |
| 受注                                  | 林兼造船 長崎造船所                                                               |
| 竣工                                  | 1994年6月                                                                         |
| その後                                | 2014年4月16日に沈没                                                               |
| 性能諸元                              |                                                                                   |
| 総トン数                              | 6,586トン (1994 - 2012) 6,825トン (2013 - 2014)                                   |
| 全長                                  | 146.61 m                                                                          |
| 全幅                                  | 22.2 m                                                                            |
| 全高                                  | 14.0 m                                                                            |
| 吃水                                  | 6.26 m                                                                            |
| 機関                                  | SEMT ピルスティク 12PC2-6V ディーゼル機関V型12気筒エンジン×2 15,974hp (11,912 kW) |
| 推進器                                | 混成2軸、固定ピッチスクリュー                                                     |
| 速力                                  | 21.5ノット (39.8 km/h)                                                            |
| 乗員                                  | 36人                                                                              |
| 最大搭載量                            |                                                                                   |
| フェリーなみのうえ                    |                                                                                   |
| 客数                                  | 804人                                                                             |
| 乗用車                                | 90台                                                                              |
| トラック                              | 60台                                                                              |
| セウォル                              |                                                                                   |
| 客数                                  | 960人                                                                             |
| 乗用車                                | 88台                                                                              |
| トラック                              | 60台                                                                              |

（記事の時刻は日本標準時、および韓国標準時共に同じであるため「UTC+9」とする）

### 2014年
4月15日
- 午後9時頃 - 仁川港から済州島へ向けて出港。定刻の午後6時半から、濃霧による視程低下のため約2時間遅れ。

4月16日（事故発生 1日目）
- 8時49分37秒 - 56秒 - セウォルは珍島の西方、東巨次島などからなる巨次群島と孟骨島などからなる孟骨群島との間の孟骨水道を、南東に向かって進み、屏風島と観梅島の間あたりにさしかかっていた。セウォルは突然右（南西方向）に45度旋回して傾き始める[10][11][12]。
- 8時52分頃 - セウォルはさらに北に向けて旋回（約5ノットに減速）[10]。急激な旋回で船体は横倒しになり、船首を西に向けたまま、北の方向へ流される[11]。
  - 乗っていた男子生徒によると「『ドン』という音が聞こえ、船が傾いた」エンジン室にいた船員「船の前部が衝撃を受けた」。別の乗客「船が90度近くに傾くと、船体の側面から一気に水が入ってきた」[13]
- 8時52分頃 - 乗客の少年が携帯電話を使って消防に通報（最初の通報）[12][14]。
- 8時54分頃 - 消防への通報が海洋警察に転送される[14]。
- 8時55分頃 - セウォルが遭難信号を済州島に発信（珍島の管制センターに伝わる）[12]。
- 8時55分頃 - セウォルが済州島の海上交通管制センターに対して海洋警察に連絡を取るよう要請[12]。
- 8時56分頃 - 済州島の海上交通管制センターがセウォルに対して位置を確認[12]。
- 8時58分頃 - セウォルが遭難信号を発信、海洋警察が受信[5]。
- 8時55分頃 - 済州島の海上交通管制センターがセウォルに、乗客に救命胴衣を着けさせ避難の準備に入るよう促す[12]。
- 9時17分頃 - セウォルが海上交通管制センターに救助を要請[15]。
- 9時24分頃 - 海上交通管制センターが船長に対して乗客に対する脱出の最終決断を促す[15]。
- 10時10分頃 - 「沈没が迫っている。乗客は海に飛び降りろ」と船内放送[13]。
- 10時17分頃 - 船内からのスマートフォンによるメッセージ発信が途切れる。船体は船首底部を除き沈没[16]。
- 11時過ぎ - 京畿道教育庁が船に乗っていた高校生の保護者たちに「壇園高校の生徒を全員救助」というメールを一斉に送付するも、同日午後になり救助された人数に誤りがあったことが判明、直後に安全行政部と海上警察が行方不明者の数を修正して発表[6]。
- 11時24分頃 - 海軍の海難救助部隊 (Ship Salvage Unit: SSU) 及びUDT/SEAL、陸軍特戦司令部の潜水要員が調査と救助作業に投入される[17]。
- 午後 - 海軍駆逐艦「大祚栄」の乗組員が貨物昇降の作業中に頭部を負傷し意識不明の状態で済州島の病院に運ばれるが、19日に死亡した[18]。

4月17日（事故発生 2日目）
- 午後 - 民間のダイバー3人が行方不明者を捜索中、波と風に流され行方不明になるが、20分後に釣り船に発見され、救助された[19]。
- 20時40分頃 - 悪天候により中断していた水中捜索を再開。同時に、海洋警察が船内進入のために無人ロボットを投入[20]。

4月18日（事故発生 3日目）
- 1時頃 - 船体を引き揚げるためにクレーン船3台を投入することを決定するも、船体が揺れてエアポケットに海水が浸入する可能性があるため難航[21]。
- 午後 - 海面より姿を見せていた船首底部が自重により完全に水没[22]。

事故発生 4日目以降
- 4月19日 - 16日の救助活動中に頭を負傷し、意識不明となっていた韓国海軍兵士1人が死亡[23]。
- 4月20日 - 珍島海上交通管制センターとの交信記録が公開される。死者58名[24]。
- 4月21日未明 - 遠隔操作無人探査機1台がアメリカ企業より貸与されて捜索に利用開始される。死者64名[25]。清海鎮海運の関係者44名に対し出国禁止命令を出し、救助された乗組員15名全員に事情聴取が開始される[26]。

事故発生 1週間目以降
- 4月22日 - 死者が100名を上回る[27]。
- 4月23日 - 当初、修学旅行の高校生の多くが集まっていたと考えられていた3階食堂への進入に成功するも、生存者確認できず。死者150名[28]。
- 4月24日 - 死者が現時点での生存者数を上回り180名となる[29]。
- 4月26日 - 乗客を放置して逃げた遺棄致死罪などの容疑で新たに乗員4人が逮捕される。これにより、事故当時操船関連業務に従事していた乗員15名全員が逮捕された[30]。
- 4月29日 - 死者が200名を上回る[31]。
- 5月6日 - 救助活動にあたっていた民間のダイバー1名が死亡した[32]。
- 5月7日 - 海洋警察は、生存者の数を4月18日に発表した174人から172人に訂正した。同一人物の名前が重複記載されたほか、同乗者確認中に誤認申告があったためと説明されている[33]。
- 5月8日 - 清海鎮海運の代表者であるキム・ハンシク（朝: 김한식）を拘束。死者269名[34]。
- 5月15日 - 船長ら4人を殺人罪で起訴[35]。

事故発生 1ヶ月目以降
- 5月30日 - 捜索範囲拡大のため、船尾部分の船体切断を開始[36]。
- 5月30日未明 - 行方不明者捜索のために沈没船体切断作業を行っていた民間のダイバー1名が死亡した。これにより6日の死亡者1名と合わせて民間ダイバーの死亡者は2名となった[37]。
- 6月5日 - 沈没現場から約40km離れた海上にて男性1人の遺体を発見。指紋照合により船外へ流出した遺体である事が判明。死者289名[38]。
- 6月8日 - 救助チームが、海中のセウォル号船内から遺体を発見した。高校の生徒を避難させようとしていた教師と見られる。死者は291名となった[39]。
- 6月24日 - 救助チームが、海中のセウォル号船内から、高校の女子生徒と見られる遺体を発見した。死者は293名となり[40]、同国における292名の犠牲者を出した海難事故である「西海フェリー沈没事故」を上回った。

事故発生 3ヶ月目以降
- 7月17日 - 同日の行方不明者捜索支援任務を終えて消防本部へ帰る途中だった消防ヘリコプターが光州市の住宅街に墜落し、搭乗していた消防隊員5名全員が死亡した[41]。
- 7月22日 - セウォル号の運航会社会長で、脱税や横領の容疑がかかっていた兪炳彦の遺体が発見された[42]。遺体は6月12日に発見されていたが、韓国警察はその遺体が兪だとは分からないまま、捜索を続けていた[43]。
- 7月25日 - 兪炳彦の長男の兪大均容疑者と、その逃亡を助けていた女性が、警察に検挙された[44]。
- 8月7日 - セウォル号の犠牲者の捜索のために動員されていた民間の漁船が、セウォル号事故から10キロメートルも離れていない場所で、貨物船と衝突事故を起こし、漁船は沈没した。漁船の乗組員は全員救助され、大きな怪我はなかった[45]。
- 10月6日 - 最高検察庁は、セウォル号惨事に対する最終捜査結果を発表した[46]。

事故発生 半年目以降
- 10月28日 - 7月18日から3ヶ月ぶりに、救助隊が船内で遺体を発見した[47]。
- 10月31日 - 韓国の与野党は、セウォル号沈没事故の真相究明に向けた3つの特別法について、最終合意をした[48]。
- 11月11日 - 韓国政府は、潜水作業による捜索を終了すると発表した。この時点で未確認の行方不明者は9名である[49]。

### 2017年
- 3月22日 - 引き上げの正式開始[50]。引き上げを担当したのは現代三湖重工業である[51]。
- 3月24日 - 引き上げの完了[52]。
- 3月29日 - 沈没事件の真相解明を行う「セウォル号船体調査委員会」が発足した。国会側が選ぶ委員5人と遺族側が推薦する委員3人の合わせて8人で構成される[53]。
- 5月17日 - 4日に海底から発見された遺骨が行方不明者であると特定される[54]。
- 5月20日 - 引き上げた船内の第一次捜索が完了。発見された遺骨が行方不明者であると特定され、残りの行方不明者は5人となった[2]。

### 2018年
- 5月10日 - 2017年から続いている引き上げ作業が完了し、セウォル号は直立状態となった[51]。
- 5月24日 - 船体の内部が報道陣に公開された[55]。
- 7月3日 - 韓国軍機務司令部は、セウォル号遺族たちを査察し、彼らに対抗する保守団体の集会を支援していたことが判明した。軍司令部は、セウォル号沈没の13日目から6カ月間にわたり遺族を調査して経歴を調べ、性向を強硬・中道などに分類していた。また、保守団体に「左派集会」情報がほしいと要請を受けた際、軍は、こうして調べたセウォル号事件関連の時局集会情報を提供していた[56]。
- 7月19日 - 2015年、事故の原因や対応の遅れに関して政府の責任を問うため、事故の遺族は政府を相手取って訴訟を起こしていた。この裁判について、ソウル中央地裁は政府の責任を一部認め、遺族1世帯あたりに2億ウォンの賠償を行うよう命じる判決を言い渡した[57]。
- 8月6日 - セウォル号船体調査委員会の活動が終了し、報告書が提出された。報告書には、機械の欠陥などの理由でセウォル号が沈没したという「内因説」と、衝突など外力による沈没の可能性を追加で調査しなければならないという内容の「外力説」の2種類の結論が入り、統一的な結論は出なかった[58]。
- 10月19日 - セウォル号の事実上最後となる捜索が終わった。この捜索で、行方不明となっている5名は、見つからなかった。以降は船体調査が実施される[59]。
- 12月7日 - 韓国軍機務司令部が、セウォル号遺族たちに違法な調査をしていた問題で、この捜査を指示していたとされる元・国軍機務司令官の李載壽が飛び降り自殺した[60]。

### 2019年
- 2月12日 - 被害者の多かった檀園高等学校にて、死亡者の名誉卒業式が開かれた。本来、生きていれば卒業は2016年であったが、遺体収容などの作業が継続中であったため、遺族の要望により延期されていた[61]。
- 3月28日 - セウォル号特別調査委員会は、「海軍が2014年6月22日にセウォル号の船内3階のフロントデスクから回収したと主張してきたDVRと、その後検察が確保した『セウォル号DVR』が異なるものと疑われる端緒を発見した」と発表。船内の監視カメラの映像が捏造された可能性を提起した[62][63]。

## 事故原因
2014年5月時点で、主な事故原因は以下が指摘されていた。
- 過積載とバラスト水の操作
- 運航会社の問題
- 船長の離席と三等航海士の経験不足
- 不適切な船体改造
- 船体検査制度の不備
- 船体の故障

2014年10月6日、最高検察庁は、セウォル号惨事に対する最終捜査結果を発表した。「清海鎮海運が船を無理に増・改築し、過剰積載状態で出港した後、船員の運航の過失で沈没した。救助に行った木浦海洋警察署の問題ある対処、救護会社選定過程での不法行為で死亡者が増えた」としている。一方、2017年に発足した「セウォル号船体調査委員会」の最終報告書では、機械の欠陥などの理由でセウォル号が沈没したという「内因説」と、衝突など外力による沈没の可能性を追加で調査しなければならないという内容の「外力説」の2種類の原因が併記され、結論は出なかった。

### 過積載とバラスト水の操作
セウォル号の沈没の最大要因は、過積載とバラスト水の操作と考えられる。
- 船を運行していた清海鎮海運の当初の発表によると、事故当時、セウォルには車両150台、貨物657トンが積載されていた、とし、貨物も含めた総積載量は限度内に収まっていると釈明していた[64]。だが、発表内容には疑問がもたれ、聯合ニュースは「最大積載量を超過していた可能性が高い」と論じていた[65]。
- 最終的な発表によると、セウォル号の改造後の安全が確保される貨物量の上限は987トン（うち車両は150台）とされていたが、実際は大型トレーラー3台など車両180台で2451トン、大型鉄製タンク3基や鉄筋など貨物1157トンの計3608トンと、上限の3.6倍という過積載状態であった[66][67]。
- セウォル号の運航では日常的に過積載が行われていた。仁川港資料によると、セウォル号は改造後、仁川から済州へ片道394回航行したが、246回が過積載だった。136回が2000トン、13回は3000トンを超過していた[68]。事故当日が最も積載量を超過していたと考えられている。
- 5月5日、韓国の聯合ニュースは、合同捜査本部の話として、セウォル号のバラスト水が、基準の4分の1しかなかったことを報じた。セウォル号の復原力を保つにはバラスト水が約2000トン必要と考えられているが、事故当時は約580トンしかなかった。一等航海士は、積み荷を多く載せるため、バラスト水を抜いた事を認めている[66][69][70][71]（また、バラスト水をあらかじめ抜いてしまうと、緊急時に対応できなくなるとされている[72]）。
- コンテナの固定方法にも問題があった。出港前にコンテナを積んでいた作業員の供述によると、固定装置を使用せず、ロープで縛っただけである[73]。

### 船員の過失
多数の行方不明者、死者を出した原因として、乗員側の重大な過失や不適切な避難誘導が指摘されている。
船長
- 事故当時、イ船長（男性、69歳）は操舵室を留守にしていたこと、乗客の避難誘導をしなかったこと、真っ先に脱出をはかり、9時35分頃に到着した海洋警察の船で、最初に保護されていることなどが伝えられた[74]。朝鮮日報によれば、乗組員による避難誘導が全く行われなかったと、救助された乗客が証言している[75]。
- イ船長は、事故発生のおよそ40分程前に操舵室をいったん離れると、事故発生のおよそ10分前に操舵室に来て会話をし、その後また操舵室を離れて、船長室にいたときに事故が発生したとされている。乗組員の証言として、船長は船長室でゲームをしていたようだ、とする指摘もあるが、イ船長は携帯電話のメッセージを見ていただけなどと否定した[76]。
- イ船長は非正規社員であり、当初運航を任されていた本来の47歳の船長に代わって船を操縦していたことが明らかになり、杜撰な運航体制に一部のインターネットユーザーから非難が殺到した[75]。

三等航海士
- 事故当時、セウォル号を操船していた三等航海士は新人であり、この航路での操船は初めてであった[77]。なお、船長に代わって三等航海士が船の操縦を指示することそのものは、韓国の法律上、違法ではない。また合同捜査本部は、事故地点で90度超の舵を切った行動そのものは「針路変更をすべき地点だった」としており、この進路変更が急激な旋回だったかを調査している[78]。
- 事故当日は濃霧のため出港時間が遅延したため（予定より2時間ほど遅い午後9時頃に出港）、航海士の運航区間が変わり、一等航海士に代わって新人の三等航海士が、危険区間である孟骨水道の舵の指揮を執った。通常、直線区間であれば18 - 20ノット、危険区間である狭い所では 16 - 18ノットとの意見がある[79]。
- 4月20日の時点では、セウォル号はおよそ21ノット（時速39キロ）で航行し、1度目の旋回を19ノット（同35キロ）で曲がり、2回目の旋回直後の時点では、およそ5ノット（同9キロ）まで減速した。この2度の急旋回により船体が傾き、荷崩れを起こし、セウォル号沈没の原因になったと考えられていた[80]。三等航海士は、合同捜査本部の調べに対し、現場付近で速度を落として右に曲がるべきなのに、ほぼ全速力で進んで方向を変えた、などと供述。また、最高速度の時速39キロに近い時速35キロで方向転換していたこと、操舵装置がぐいっと回ってバランスを失い、統制不能になったことなどを説明した[81]。
- 4月22日、その後に報じられた船舶自動識別装置 (AIS) の記録により、セウォル号は、16日午前8時48分37秒から同49分13秒までの36秒間が途絶えていたことがわかった。停電が発生し、非常バッテリーに切り替わりが起こったものと考えられている。この停電直後に減速が始まり、同49分37秒から大きく右旋回を始め、39秒間で67度（最初の19秒間で45度、続く20秒間で22度）回った。速度も停電する前までは17ノット（時速約31.5キロ）とされ、信号が復旧した時には15ノット、右旋回を始めた時点で10ノット、67度の旋回を終えた時には5ノット（同約9キロ）まで減速していた。さらに約1分後の同51分9秒には3ノットまで減速し、南西方向に船首を向け、北へと流された。この急旋回により船体が傾き、荷崩れを起こし、セウォル号沈没の原因になったと考えられる[82][83]。この三等航海士は、その後、操舵角度を5度以上回せば沈没の危険があることを知りながらも、15度以上の大角変針によって船を沈没させ、さらに救護措置を取らず脱出した疑いで、起訴された[84]。
- さらに、船が沈没した位置は全羅南道新安郡と珍島郡の間の、屏風島、観梅島、孟骨島、松島等の島の密集地域で、事故発生当時は風が強かったわけでもなく、波も比較的穏やかだったが、濃霧による2時間の出航遅延を取り戻すために本来のコースとは異なる島々の間を通る直線コースを進んだものとみられている[6]。
- セウォル号出港前、本来は船長が作成すべき旅客船安全点検報告書を、三等航海士が作成し、代理署名して提出されていたことが報道される。航海士のパクは乗客数を476人、貨物657トン、コンテナ0本、車両150台と記入し、貨物を固縛していないにもかかわらず、船積み状態を『良好』と記入した。合同捜査本部の取り調べに対し、三等航海士は、確かめず内容を記入したとし、前任の航海士から全て良好と作成すればよいと言われていたので、そうしてきた、などと話した。点検報告書は事故後、車両台数が150台から180台に、コンテナは0本から150本に変えられていた。海運組合の誰かが事故後に加筆したとみられる[85]。

他船員
- また事故船の乗務員による避難誘導も完全でなく、「救命胴衣を着用して待機してください」という自動船内放送が流れたのみで、船員も乗客へは「動かないでください」とのみ繰り返していたという声もある。そのため、4階にいた多くの高校生たちのほとんどは船内放送に従って待機したままと見られ、適切な避難誘導がされれば多くの命が助かったとする声もある[86]。朝鮮日報の報道によると、船長は座礁の通報から40分後には船外に出て、約50人の乗客とともに最初の警察警備艇に救助されていたほか、約30人いた乗組員のうちほとんどが救助され、船の最下層にいた機関士や操舵手ら6人もこの最初の救助船にいた。大韓民国船員法では、『船長は緊急時に際しては人命救助に必要な措置を尽くし、旅客が全員降りるまで船を離れてはならない』旨規定しており[87][88]、4月18日、韓国海洋警察などの合同捜査本部は、事故当時、乗客の救助を尽くさず船を脱出したとして、船長について特定犯罪加重処罰法違反など、三等航海士と操舵手については業務上過失致死傷の疑いでそれぞれ逮捕状を請求した[22][71]。4月19日未明、3人は逮捕された[89]。捜査当局の捜査はさらに進み、4月21日には遺棄致死容疑でセウォルの航海士3名および機関長の計4名に対して身柄拘束を行った上で逮捕状を請求した[90]。
- セウォル号の乗組員達が乗客に避難誘導しなかったのは、乗組員達が救命ボートが使えないことをあらかじめ知っており、これを隠すためであった疑いがもたれ、捜査当局から追及を受けている。セウォル号の甲板には、少なくとも42の救命カプセルが備え付けられ、もしカプセルが正常であれば、水没したときに固定具が自動的に外れ、海に浮かぶしくみとされている。セウォル号沈没時に浮かんでいた救命ボートはなく、現場に到着した海洋警察が甲板から落とそうと試みると、固定器具が錆びついていて、手では外せなかった。その後、2つを海に蹴落としたが、そのうちの1つは開かなかった[91]。
- 事故当時、副船長を務めていた人物が、前日に入社したスタッフであったことが伝えられる。清海鎮海運側は、見習いではあるが、航海の経験は7年あるとの説明をした。また、セウォル号の安全設備担当の船員も、同じ日に入社していた。事故当時、乗っていた船員15名のうち8名はセウォル号での乗船経験が半年未満だった[92]。
- 入社2年目の女性乗員（22歳）は、最後まで船内に残り、救命胴衣をかき集めて乗客へ配布して回り、避難を呼びかけるアナウンスを続けた。さらに高校生たちを励まし、沈没直前には乗客たちに海へ飛び込むよう指示を出した。これにより乗客たちは脱出に成功し近くの漁船に救助されたが、女性乗員は同日正午に遺体で発見された[93]。保健福祉部は、この女性乗員を含む死亡した乗員3名を「義死者」に認定し、補償を行った[94]。

### 不適切な船体改造

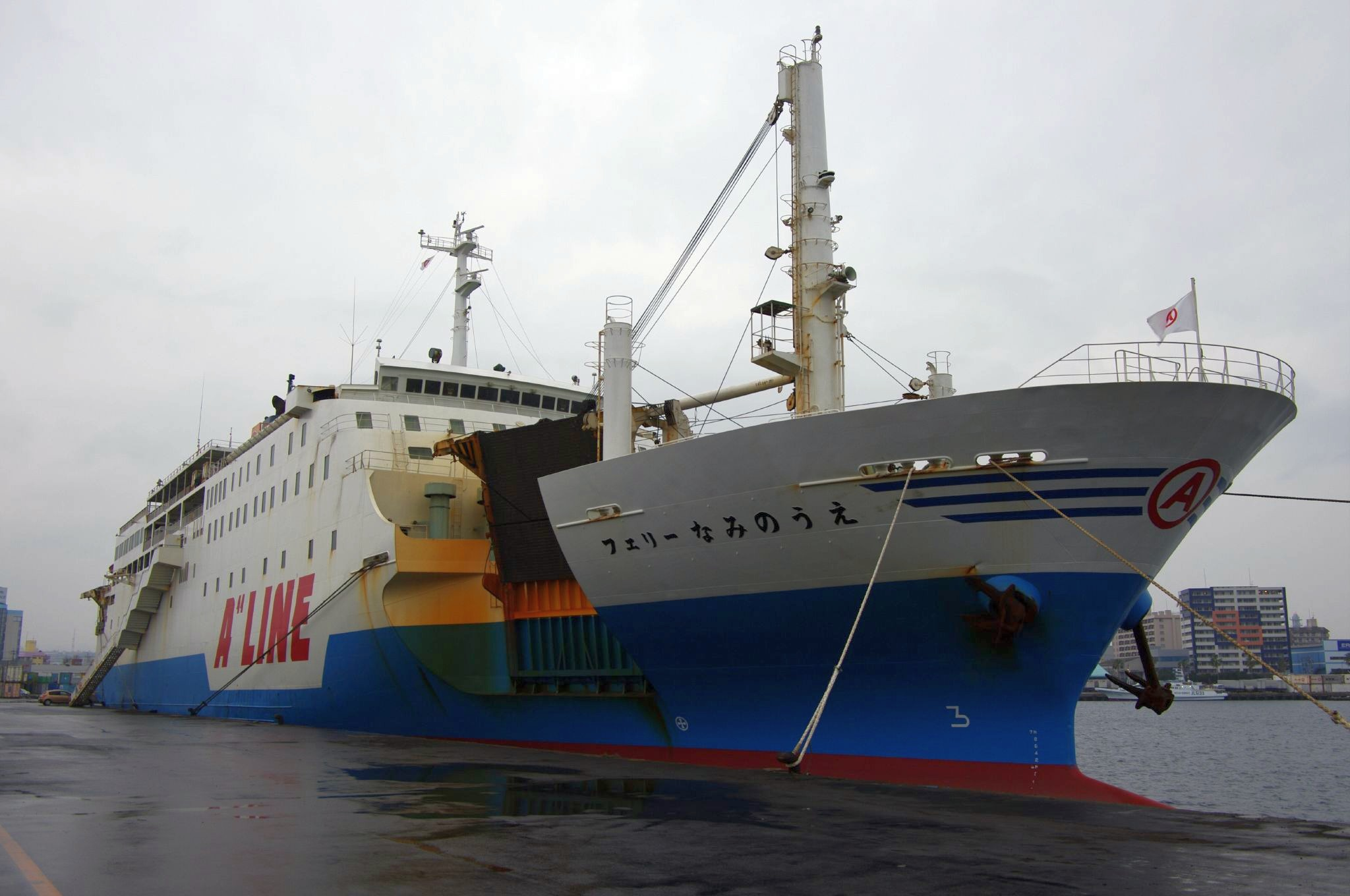
フェリーなみのうえ（2010年2月14日）
右舷サイドランプは韓国への売却後に撤去された。

乗組員以外の原因として、船舶の改造が挙げられている。
該当船のセウォルは1994年に日本で建造され、当初、鹿児島県のマルエーフェリーが鹿児島-沖縄航路で「フェリーなみのうえ」（JG検査船舶）として運行していたもの。長崎県の林兼船渠において1994年6月に竣工し、翌7月の定期点検時に建造時の5,997総トンから6,586総トンに改造、マルエーフェリー時代は5階建てで、船底に最も近い1階部分に貨物甲板、2階に乗用車約200台分の車両甲板、3階にレストランや案内所、売店などがあり、客室は3階より上にあった。
2012年10月1日にマルエーフェリーを引退した後、すでに就航していた「オハマナ」（元大島運輸「フェリーあけぼの (初代)」）の増備用として東京の商社を通じて、韓国の清海鎮海運に「ほぼ鉄屑同然（スクラップ）」として約8億円で売却された。その際、最上階部分船体後方に客室を増設したり、船首右舷側の貨物用ランプウェイを取り外すなどの改造が施され、重心がマルエフェリー時代より高くなり、定員数は804人から921人に、総トン数は6,825トンにそれぞれ増加、車両180台、20フィートコンテナ152個を積載可能な船舶として、清海鎮海運は「韓国最大のクルーズ船」と幅広く宣伝、2013年3月15日より「セウォル」として仁川-済州間週2往復の定期運行を開始、定員を活かして団体旅行にも利用されていた。
この改造は韓国船級協会の規定に合致しており違法ではないが、船体下部に位置したランプウェイの取り外しや船体上後部への客室の増設などの改造は重心位置が高く後部に移動し、バランスを取るのが難しくなったために転覆した可能性が複数の有識者により指摘されている。しかし、反対の意見もあり捜査当局はあらゆる可能性も含め捜査するとした。4月22日に韓国船級協会が客室の増改築の結果、重心が51センチ上がって復原力が大幅に低下したが、積載できる重量の倍以上の貨物を載せていたというセウォルの復原性検査の結果を公開した。
なお、改造を行った全羅南道の会社は、2010年から船舶改装に参入した小規模企業であり、関係者によれば「大型旅客船の改装を行った実績がないとみられる」といい、また韓国船級協会も傾斜度検査などの改造後の十分な検証が行われなかったと指摘されている。
また、李明博政権の2009年に、企業コストを削減するために旅客船の船齢制限を20年から30年に延長するなど、船舶に関する規制緩和が成立しており、これが今回の事故に影響したのではないかと野党新政治民主連合の議員が主張している。
2014年5月26日、沈没の原因の捜査を行っている合同捜査本部は、起訴状の中で『セウォル号は2012年に輸入された後、兪炳彦（当時、清海鎮海運の会長）の指示で、客室や貨物室の拡張、兪容疑者の展示室の増設などの工事が行われた』などと述べた。これらの船体の増改築工事により、セウォル号は重心が上昇し、復原性を確保する為には、改造前よりも積載量を1448トン減らし、バラスト水を1324トン増やさなければならなくなった。しかし、清海鎮海運は139回の過剰積載を続け、約29億ウォンもの不当な利益を得ていた。これらの沈没原因となった復原性や過積載の問題についても、兪炳彦は報告を受けていた。
2014年6月9日、セウォル号の船会社である清海鎮海運が、セウォル号の安全基準よりも多く車両を載せるため、車の固縛装置（D－リング）785個を無断で取り付け、車両196台分多く載せられるように改造していたことが報じられる。2013年2月の韓国船級による安全検査を受けた後、設置した。

### 運航会社の問題
- 運航会社の清海鎮海運は事件の数年前から故障や衝突などの事故を繰り返していることが分かっている。2011年4月にエンジン故障により622名の乗客を乗船させたまま約5時間航行不能となる漂流事故を起こし、2013年2月にも燃料フィルター欠陥によりまた約5時間の漂流事故を起こし、2014年3月には漁船との衝突事故を起こしている[109]。

また、前述の韓国内での旅客船の船齢制限とも関係するが、同社の仁川-済州島間で運航されている僚船「オハマナ」は1989年9月の就航でありセウォルよりも船齢が約5年古く、2009年の規制緩和によって廃船を免れた船である。事故後の同船に対する捜査で救命ボートや脱出用シューターが正常に作動しなかったことが明らかになり、船員の一部は非常時の安全教育を受けていないと供述したことから、安全軽視の企業体質が指摘される状況となっている。
- 社員への緊急時避難教育をしていなかったことが指摘されている。清海鎮海運の監査報告書によると、昨年、船員への研修費が54万ウォン（約53,000円）しかなかった。対して、広告費は2億3000万ウォン、接待費は6060万ウォンであった。総合ニュースによると、他社の教育訓練費用も同じように低いことが指摘されている[111]。
- 清海鎮海運が日常的に過積載を続けていたことが指摘されている。就航以来、検査機関が指定した積載可能量 約980トンの2 - 3倍を上回る貨物を載せることがあり、事故時には約3,600トンを積載していた。旅客収入が伸び悩む一方、貨物輸送収入は前年比36%増であった[112]。これらの過積載によって得られた不当な利益は、29億5000万ウォン（日本円でおよそ2億9000万円）に上る[113]。
- 一部報道によると、事故当日、船の重量オーバーを指摘する船員がいたが、清海鎮海運側は取り合わなかった[114]。
- 2009年から2013年の間、清海鎮海運で発生した事故が6件あった。2011年4月、セウォル号と同じ済州-仁川航路間で修学旅行生648人を乗せた船（セウォル号とは異なる）がエンジントラブルで5時間動けなくなる事故が起こったが、この船の一等航海士として乗船していたのも、今回の船長であった。このときも乗客には待機を指示しただけだった[115]。
- 沈没事故より1か月ほど前の2月末、セウォル号を売却するため、清海鎮海運が国際中古船舶取り引きサイトに登録していたことが報道される。合同捜査本部の取り調べにより、セウォル号の船員全員が、船の復原性に問題があったと陳述をしているとされ、清海鎮海運側が、あらかじめセウォル号の船体に欠陥があったことを把握していた可能性がある[116]。
- セウォル号は、2013年11月にも改造による復原力の低下で航行中に貨物が崩れる事故を起こしていたことが分かっている。しかし、清海鎮海運は報告を受けながら、対策を取っていなかった[117]。

### 船体検査制度の不備
- セウォル号の改装を請け負った会社は、セウォル号を改装するまで、大型客船の改装を行った実績がなかったとする海洋水産部関係者の証言もある。安全検査を受け持つ韓国船級協会関係者によると、船舶に無理が生じる可能性があるため、4度以上傾けて検査することができず、自社の安全検査基準を満たしていたので合格させた、としている[118]。
- 増改築の検査制度自体にも欠陥があったことが指摘されている。韓国では船舶を改造する際、長さ・幅・深さ・用途の4項目を変更する場合は、海洋水産部長官の許可が必要であったが、セウォル号の改造（客室2階分を垂直方向に増設、乗客定員117人増、船体重心を51センチ引き上げる）は高さの変更であり、民間団体である韓国船級協会の検査のみで許可が下りた。また、セウォル号は船首右側にあった50トンのサイドランプ等が除去され、左右が不均等となっていたが、この改造も海洋水産部の許可を必要としなかった[119]。
- 2014年2月、セウォル号の救命ボートの安全点検をおこなったはずの整備会社が、実は検査をしていなかった事が報道される。整備会社は救命ボートの検査をしていないにもかかわらず、韓国政府に管理を委託されている業界団体に、良好であるとする嘘の書類を提出した。合同捜査本部は、整備会社の次長を拘束、同団体の管理態勢も捜査する予定とした。セウォル号の救命ボートは、船が建造された20年前に取り付けられたままのもので、固定器具は錆びており、船体を塗り直した塗料により甲板にくっついて使えない状態であった[120]。
- セウォル号には水圧を感知して膨らむ救命ボートが46艘設置されていたが、実際に使われたのは1艘のみであった[121]。これは固定器具がさび付いて外せなくなり、ほぼ全てのボートが使用不能だったためとされ、救助活動を行った警察官も2つのボートを海に蹴落としたが、1つは開かなかった。2月時点での安全検査では「良好」と判定されており、検査機関が船の運航会社と癒着して検査を手抜きした疑いがあると捜査当局は見ている。また、使用不能であることが発覚するのを恐れたため、船員が待機指示をさせたとも指摘されている[122]。
- 6月13日、沈没したセウォル号は、航路ごとの輸送需要予測を基準にした運航認可基準を満たしていなかったことが報じられる[123]。仁川-済州島航路を運航するには、セウォル号は船体が大きすぎて就航基準を満たしていなかった。このため清海鎮海運の幹部が、木浦海洋安全審判院のトップを務めているパク・ソンギュに、合計でおよそ5千万ウォン（約500万円）の賄賂を渡して便宜を依頼したとされ、パクらは偽造書類と知りつつも、2011年9月に認可を出した[124]。セウォル号が運航されていた仁川~済州島航路は、平均運送収入率（従来の船舶の平均収入÷既存・新規船舶の最大可能収入）が25%を超えなければならないが、実際には24.3%にとどまっており、本来は運航認可が下りない状態であった[125]。
- 「セウォル号運航管理規定」が承認される以前、海洋警察署の職員3人が、セウォル号の船会社である清海鎮海運から食事・酒・観光などの接待や、無賃による交通の便宜を受けていたことが報じられる。承認のための審査委員会では未提出書類などの請求もされずに審査が進められたとされ、運航承認での不正疑惑が持ち上がっている[125]。
- 韓国船級協会は、セウォル号船体の重さを100トン程少なく計算し、さらにコンテナの重さを減らした状態で復原性を検査し、そのまま承認していた[125]。

### 船体の故障
- 安全の検査結果とその後の対策にも問題があった。2月に実施された特別安全点検では、5ヶ所に不具合があったと指摘されている。しかし、措置を取ったとする清海鎮海運側の報告を受けただけで、再点検を実施しなかった。その1つは二重水密扉の作動不良であり、沈没後の生存を左右するエアポケットの発生条件にも影響すると考えられる[126]。
- 沈没したセウォル号は、操舵機に故障がありながらも、運航を続けていたとする指摘もある。事故前から操舵機の電源接続に不良があり、船長（事故時のイ船長とは別）から、清海鎮海運に対して修理申告書が提出されていた。しかし、清海鎮海運の船の修理を担当する企業側は、（最近）セウォル号を修理した事実はなく、修理依頼を受けていなかった。一部報道では、清海鎮海運会社は明らかに船の異常を把握していたにもかかわらず、15日以上も無理な運航をしていたと指摘している[127][128]。

### 韓国船舶事業の問題
- 海洋安全審判員の統計によると、昨年登録された韓国の船舶数8万360隻の中、海難事故が発生した船舶数は818隻であり、100隻に1隻の割合で、事故が発生していると考えられている。（2012年は全体の1.1%、2011年1.4%、2010年1.1%、2009年1.1%）2009-2013年の統計で、もっとも多いのは船員の運航過失であり、その内訳は、警戒不注意（652件）、航行法規違反（161件）、党職勤務怠慢（19件）である。さらに、この5年間で懲戒処分となる免許取り消し例は1件もなかったことが指摘されている[129]。
- 1日平均で550隻が通過する日本の関門海峡でも、韓国船による海難事故が多発しているとの指摘がある。平成21-25年の間、関門海峡で海難事故を起こした外国船籍の貨物船74隻中、韓国人船長が31人であり、全体の4割を占めて最多。中には韓国船籍のケミカルタンカー（クリスタルサンブ号）の座礁もあり、もし積み荷を積んだ状態であったならば、広範囲が化学物質によって汚染された危険があった[130]。

### 政治的な問題
- 「船長を含め乗組員のほとんどが契約社員であり、正社員がいなかった」という雇用上の問題。「海軍が救援活動に入れない（民間の救助会社が優先される為）」という政治的な問題。「こういった改革は、李明博政権時に導入されたもの」と経済評論家の三橋貴明は指摘する[131]。
- 長年の政官財の癒着と腐敗が、セウォル号沈没と被害拡大への遠因との指摘もある。事故前、海洋警察によるセウォル号の点検がわずか1時間で済まされていたり[132]、20年前の救命ボートがずっと検査されないまま『良好』とされていた問題が指摘されているが[120]、他にも根本的な官僚腐敗や官僚制度の歪みがあるとされ、4月29日、大統領の朴槿恵も、「官フィア（官僚マフィア）や公職鉄鉢（公務員は食いっぱぐれないの意）といった、恥ずべき言葉を一掃するという気持で、長年にわたって積もった官僚社会の弊害をえぐりだす改革を断行し、国民が納得できるレベルまで状況を改善しなければならない」などと述べた[133][134]。
- 監査院は7月8日、中間監査報告を発表。「セウォル号沈没事故の背景には、船の導入から運航手続き、事故後の対応まで、政府に総合的な業務の怠慢と不正等があった」などと伝えられる。調査発表によると沈没と被害の拡大原因は複合的とされ、清海鎮海運が変更したセウォル号の定員・載貨重量をそのまま不当認可した仁川港湾庁、韓国船級での杜撰な復原力検査、海洋警察庁による不適切な運航管理規定審査、船舶運航管理者である海運組合もセウォル号出港前の貨物重量及び車両台数や固定方法を点検しておらず、事故後の海洋警察も船内に残る乗客を救出する機会を逃し、全羅南道・珍島の管制センターの対応が不十分で、交信を通じたセウォル号への救出措置を怠っていた。さらに海洋警察は現場の状況や移動手段を考慮せず、現場での救出活動に限界を招いていたとされ、災害時に中心的な役割を果たすはずの中央災害安全対策本部も対応できていなかった。他にも各機関での連携がとれず事故状況の伝達も遅れ、さらに情報を正確に伝えることもできず、誤った情報で韓国国民の不信を招いた[135]。

### 韓国社会の問題
- セウォル号沈没事故の遠因には、韓国社会の体質にも原因があるとされた。朝鮮日報はコラムにて、韓国社会は「生き残りたければ他人を押しのけてでも前に出るべきだと暗に教えてきた」として、家庭・学校・職場を問わず、犠牲と分かち合いよりも競争と勝利が強調され、清き失敗よりも汚い成功をモデルにしてきた結果としている。また韓国では基本、規則、基礎、ルールを大切に考える人間に対し、何か世間知らずの堅物のように見下す雰囲気があり、それどころか、ずる賢い手口を駆使できる人の方が、有能な人間のように扱われるとされ、今回のセウォル号沈没事故の根底には、このような基本を無視する韓国社会の病弊があることを指摘している[136][137]。

### その他
- 事故発生の当初、インターネットなどでは魚雷や機雷による襲撃説が飛び交った[138]。
- 2016年12月25日、韓国のネットユーザーが、セウォル号のレーダー映像を基に「セウォル号が軍の潜水艦とぶつかった外部衝突によって沈没した可能性がある」と主張し、JTBCがこれを特集として報じた。潜水艦の衝突が原因とする説は、事故発生当初から何度か出ては消えるを繰り返しており、目新しい説ではなかったが、このネットユーザーが著名であったため、話題となった[139]。翌12月26日、韓国国防部は、「事実無根」とこれを否定した[140]。さらに翌27日にも国防部は改めて否定し、セウォル号が沈んだのは水深37メートルの海域で、漁船や商船の移動が多く、潮流が速いため、潜水艦の航路として使えない場所と説明した。虚偽の流布には法的措置を取るとも表明した[141]。
- 2018年4月13日、「セウォル号船体調査委員会」は、事故の原因として「外部の物体との衝突説」を正式に問題提起し、調査に着手した。委員会は「正常に船が旋回すれば1秒に1度も傾くことはないが、セウォル号内部のブラックボックス映像を見ると、船が1秒に10度も傾くなど、外力が作用しなければ説明できない点が発見された」と説明している[142]。2018年8月6日、セウォル号船体調査委員会が提出した報告書では、機械の欠陥などの原因である「内因説」と、衝突など外力による沈没の可能性を追加で調査しなければならないという「外力説」が併記され、結論は出なかった[58]。

## 事故後の行動
5月11日、最高検察庁デジタル捜査センターは、事故直後から完全沈没時まで時間帯別にセウォル号がどれくらい傾いていたかに対する分析を終えた。海洋警察の警備艇が到着した時刻は、4月16日の午前9時30分頃。この時すでにセウォル号は左舷側に45度ほど傾いていたとされている。救援の到着を知った船内の生徒達は、海洋警察の到着や、待機をもとめるアナウンスが流れている事などをメッセージで船外に送っていた。それから15分後の9時45分頃、セウォル号は62度ほどに傾いた。午前10時頃、「船が60度傾いて沈没している」、「上から落ちてきたキャビネットに隣のクラスの子たちが下敷きになった」、「私は膝にアザができた」、などの危機的状況を訴える学生達のメッセージが送信されていた。さらに10時15分頃、「『待てだって、待て』という放送の後に他の案内放送は流れていない」、と言った内容のメッセージが送られ続け、そして2分後の10時17分、「母さん、父さん会いたいよ。 船がまた傾いた」、などといった最後のメッセージが送られた。 この時、セウォル号の傾きは108.1度であった。
- 4月19日時点、生存者の証言によると、船体の傾きが感じられてから、脱出を促すアナウンスがあるまで、およそ1時間23分ほどとされていた。それまで案内係で後に義死者認定される女性と、もう1人の案内係の男性が、船内から動かぬよう待機をもとめるアナウンスを繰り返しており、乗客に脱出が指示されたのは、10時15分頃、女性が海に飛び込むようアナウンスをした時が最初とされている[144]。しかし、10時15分頃に船内から送信されたメッセージ（待てだって、待てという放送の後に他の案内放送は流れていない）から考えると、脱出指示のアナウンスは10時15分ちょうどに近い時間か、それよりも遅い転覆間際の頃になり、これまで船内待機の指示に従っていた乗客にとって、脱出は絶望的と思われる[143]。
- 船長を始め、機関士などの操船関係者15名は、全員の脱出と救助が確認されている[145]。また乗客の避難誘導をせず、専用通路などを使用して脱出したことに、国内外からの批判があがっている。このとき機関長は、船長の指示なく脱出命令を出したとされ、機関室が救命ボートを下ろす義務を果たさず脱出したことを、韓国メディアは批判している[146]。
- セウォル号沈没事故で、乗客を船内に置きざりにして逃げたとして逮捕された船の乗員らが、救助の船に乗り移る直前に、作業服を着替えていたことが各メディアで伝えられる。一般の乗客を装う目的だった疑いが強いが、乗員らは着替えた理由の供述を拒んでいる。脱出直前、機関長は作業服を脱いで半袖のシャツに着替え、航海士の1人は船室までジャンパーを取りに戻ったとされ、イ船長は下着姿で救助船に飛び移ったが、ズボンをわざわざ脱ぎ捨てた疑いがあるとみられている[147]。
- 韓国の旅客船セウォル号沈没事故で、乗客を船内に置いて逃げた機関室の船員らが、船内で負傷して動けなくなっていた調理担当の船員2人も放置して、脱出していたことが伝えられる。これまでの調べで、機関長をはじめとする機関室の乗務員7人は、脱出のしやすいよう寝室前の通路に集まり、救出がくるまでの30分間、何もせずに待っていたことが伝えられていたが、今回合同捜査本部の説明によると、機関士2人は、怪我をした調理師たちを目撃したが救助しなかった、などと供述しており、その目撃者も4人いる。また彼らは、海洋警察の船に乗り移ってからも、負傷して動けないでいる2人の存在を、知らせなかった[148][149]。9時5分頃には通路に集まっていた機関室の7人は、9時48分頃には海洋警察に救助されたと伝えられている[150]。

### 交信記録
4月20日、セウォル号と珍島管制センターとの交信内容が公開される。午前9時25分、管制側は、船長が直接判断して乗客を脱出させるようにと指示を出した。しかし、セウォル号側は、救助できる他の船舶等がいつ来るのかを尋ね続け、交信が途絶えた9時37分まで乗客が脱出しているという内容は含まれていなかった。その間、管制センター側は、11回程度の交信を続け、セウォル号が沈没中だから可能な救命胴衣と救命ボートを海に投下するようにと指示していた。事故対策本部から公開された、セウォル号（セ）と珍島交通管制センター（管）とのおおまかな交信内容は以下の通り。
9時07分頃
- 管：セウォル号は沈没していますか？
- セ : そうです。海洋警察に早く連絡をお願いします。

9時10分頃
- セ : 今にも転覆しそうだ。

9時12分頃
- 管：救命ボートへの乗船を始めましたか
- セ : 乗れていない。大きく傾いていて不可能だ。

9時17分頃
- 管：浸水状態は？
- セ：船体が50度以上左舷に傾いていて、人が動くのは無理な状況だ。船員をブリッジに集めたが動けない。早く来てくれ。

9時23分頃
- 管：警備艇の到着まであと15分です。救命道具を着用するように放送しなさい。
- セ：放送もできない状態だ。

9時24分頃
- 管：放送がだめでも、外に出て、乗客達に救命胴衣や衣装をたくさん着させて。
- セ：脱出させたら、すぐに救助できるのか。
- 管：浮輪でも持たせて、浮かせて、早く。

9時25分頃
- 管：こちらでは状況が分からないので、乗客を脱出させるか船長が早く決断して。

9時26分頃
- セ：そうじゃなくて、脱出したら、すぐ救助できるのかと聞いてる。
- 管：警備艇が10分以内に着く。
- セ：10分以内に着くって？
- 管：10分くらいかかる。10分だ

9時27分頃
- 管 : 1分後にヘリが到着予定です
- セ : ゆっくり言ってください。
- 管 : すぐにヘリが到着します。
- セ : 乗客が多すぎて、ヘリだけではだめだと思う。
- 管 : ヘリも到着するし、近くの船舶も接近中ですから耐えてください。

9時33分頃、
- 管：脱出した人が使えるように救命衣や救命ボートを投下しなさい。

9時37分頃
- セ：浸水状態の確認は不可能。現在、海洋警察などの船が50mに接近中。左舷側にいる乗客が脱出を試みている。船は60度左舷側に傾いている状態。航空機も来たようだ。＜※交信が途絶える＞[152][153][154][155]。

※ただし、以上の交信記録は、海洋警察側が交信内容を編集または一部を削除したという疑いが持たれている。

## 人物

### 兪炳彦
- 韓国の検察は、清海鎮海運の実質オーナーである兪炳彦（ユ・ビョンオン、ko:유병언）の関連企業や宗教団体などを家宅捜索し、関係者約30人を出国禁止処分とした。兪炳彦は1941年京都生まれで、「人類が近く滅亡する」と主張する新興宗教を主宰していたこともあり、信者32人の集団自殺に関係して1991年に懲役4年の判決を受けた[157]。
- なお、韓国で「セウォル」という言葉の漢字表記は通常「歳月」となるが、セウォル号は「世越」と表記する。これは実質的オーナーの兪炳彦の宗教的思想から名付けた[158]。

### イ・ジュンソク
- 事故当時のセウォル号船長。
- 5月15日に拘束起訴された。罪状は、不作為による殺人、殺人未遂、特定犯罪加重処罰法違犯、業務上過失船舶埋没、水難救護違反、船員法違反容疑[159]。
- セウォル号沈没事故からおよそ10年前、沖縄近海でも転覆事故が起こっており、この時は乗船員として自衛隊に救出された[160]。

### 三等航海士
- 事故当時、操船権を握っていた人物とされ、生存者名簿記載に名前がなかったことから、救出時に身分を偽っていた疑いが持たれている[161]。
- 船体の復原性から、操舵角度を5度以上回せば沈没の危険があることを知りながらも、15度以上の大角変針によって船を沈没させ、さらに救護措置を取らず脱出した疑いで、起訴されている[84]。

### 操舵手
- 上述の三等航海士と同じく、復原性の危険を知りながら15度以上の大角変針によって船を沈没させ、救護措置を取らず脱出した逃走船舶罪で起訴された[84]。

### 自称民間ダイバー
- 4月18日、MBNのインタビューに民間ダイバーを自称して出演「外側から客室のなかから音がするのを聞いた。生存者がいるはず」「大勢のダイバー達が駆けつけているが捜索の協力をさせてもらえてない」「海洋警察に、適当に時間をつぶして帰れと言われた」などと答えて捜索活動を混乱させた人物。また過去にはK-POPアイドルの従姉妹と偽り、グループ内でイジメがあるなどとネットに書き込みをしたり、自称作詞家として金銭的なトラブルを起こした。
- このインタビュー放送直後、自身のツイッターに、私がMBNに出演したのがそんなに羨ましいのか。羨ましければ、お前達も現場にきて顔を出して話せばいい。私はこのまま俳優デビューすることになるかもしれない、などと書き込みをして、非難を受けた。また彼女には、民間潜水士の経歴も資格もなかった[162]。
- 4月20日の夜、全南地方警察庁では逮捕令状を請求していたなか、出頭した。同29日には、民間潜水士を詐称して虚偽のインタビューをした疑惑（出版物による名誉毀損など）で検察に送検された。 取り調べに対し、当初は「放送会社側が勝手に民間の潜水士だと表記した」などと 責任を転嫁していたが、先に放送会社に電話をかけてインタビューを要望し、自ら民間潜水士だと名乗っていた証拠を突きつけられると「思い出せない」などと答えた。 またSNSに、目の前で死体の顔を見た、などと嘘を書いたことが確認され、情報通信網利用促進および情報保護などに関する法律違反疑惑（名誉毀損）が追加された[163][164]。
- 2011年3月24日、東北大震災の関連で、MBCニュースに出演していたことがあった。このときは「愛する人も友達も日本にいる、私だけが（韓国に）1人帰ることが…」などと答えていたが、韓国メディアは発言内容の信憑性を疑っている[165]。
- 2015年1月9日、光州の地裁はこの人物に対して無罪を言い渡した。無罪となった理由は「インタビューは、救助作業に積極的に臨まなければならないという趣旨だと考えられる。虚偽の事実だと認識したと考えるのは困難で、海洋警察の名誉を傷つけたとも考えられない」というものである。この無罪判決については、韓国内で批判する声もある[166]。

### その他
韓国の最高検察庁が2014年10月16日にまとめた最終報告によれば、計399人を立件し、うち154人を拘束した。

## 証言

### 乗組員証言
船長の証言
- 4月17日、船長は搬送先の病院で身分を聞かれたとき、「私はただの船員、何も知らない」などと、答えた。一部報道では、このとき船長が、20万ウォン（約2万円）の紙幣を乾かす姿が目撃されたとし、この現金が誰のものかで、他の船員と言い争っていた。
- 4月22日、検察・警察合同捜査本部の取り調べに対して、「尻がつらかったので飛び出したら、ちょうど救助船が来た。救助隊員が早く乗れと言うので指示に従っただけ」などと、供述した。
- 検警合同捜査本部の調べに対し、当初は、喫煙のため操舵室の外に出ていた、などと話していたが、下着姿だったことが明らかになると、船室でズボンを着替えようとしたが、船が傾いたので急いで出て行った、などと証言を変えたとされている。
- 合同捜査本部によると、私が操船していたら事故は起きなかった、などと発言した。
- 事故から4年前のテレビインタビューで、安全で快適な旅を提供すると笑顔で語っていた。さらに、乗務員の指示に従っていれば、フェリーは他のどの交通機関よりも安全だ、などとも語っていた。
- 2004年元旦、済州島の新聞に掲載されたインタビューの内容によると「初めて乗船した船が沖縄近海で転覆して、自衛隊がヘリコプターで救助してくれた。あの時に救助されていなかったら、今の私はなかった」などと語った。他にも海の危険について「人はズル賢い。だが危機を乗り越えられればそんな思いも消える。それで今日まで私は船に乗っている」などと答えたとされ、さらに「客が家族と幸せな時間をわかちあえることに慰められる」「今日も明日も、船と一緒にいるつもりだ」などと語った。
- イ船長は乗客救護措置を取らずに逃げた動機について、船員だけは何とか生きなければいけないと考えた、などと述べた。

三等航海士の証言
- 4月22日、検察・警察合同捜査本部の取り調べに対し、「教科書で学んだ通りにしただけ。海難事故が起き、たくましい男性でも耐えられない状況のなかでは、私には何もできなかった」などと、供述した。

操舵手の証言
- 4月20日、船長らとともに逮捕された操舵手は、船が急旋回した時の状況について「普段より舵が大きく動きました。私がミスした部分もあるが、異常に早く舵が回った」などと、述べた。捜査当局は船の急旋回が人為的なミスなのか、それとも船に問題があったのかの両面から調査する。
- 合同捜査本部によると、正しく操舵したが、船首が戻り舵が利かなかった、などと話した。
- 4月22日、調査書に、「私は救助された後、セウォル号の周りを巡回し、救助活動を行った。海洋警察に代わって船の窓ガラスを割り、乗客を救助した」などの内容を書き連ね、調査員から調査以外のことを書かないようにと注意されたとする（この救助活動を手伝ったという操舵手は事故当時勤務中だった操舵手とは別人の非番だった人物であり、海警が撮影した動画により、救助活動が確認されたが、インタビューの際態度が悪かったため、批判の声が上がった）。

二等航海士の証言
- 4月23日、捜査員から、事故当時、救命ボートの作業をしなかったことへの質問に対して、「操作しようとしたが、滑るため、そっち（救命ボートのある場所）まで行くのが困難だった」などと、供述した。イ船長やほかの乗務員たちも、船体があまりに傾いていたため、体を支えるのも困難だった、と供述したが、朝鮮日報では、（救助の場面を見る限り）乗務員らの説明は嘘ではないかと指摘している。

他乗組員の証言
- 4月21日、新たに逮捕状が請求された一等航海士ら4人が、報道陣の取材に応じた。乗組員の1人は、当時、私はいなかったが、舵を反対にきった可能性もあるし、舵が故障したかもしれないと答え、その一方で、復原力があまりにもない船だったとも答え、船の構造上に問題があったと主張した。

元・現職航海士達の証言
- 清海鎮海運では、以前からコンテナ固縛装備がきちんと備えられていない。ロープで縛ったり、天気がよければ積み込んだまま目的地に向かう。コンテナの下穴は、ラッシングバーを掛けて甲板に固定するものだが、船会社で確保しているのは一部だけ。下のコンテナと上のコンテナとを固定するコーンもない。波が高くないときは固定しないで出発した、他の沿岸旅客船でも状況は似ている。また、積み込みも重量で区分していない、などと述べた。

### 乗船客証言
元海兵隊の証言
- 韓国テレビ局の取材に対して、沈没の前夜、辺山半島と群山市近海の間を航行中に、突然船体が左に15度傾いた。椅子に座った客は椅子ごと移動し、ごみ箱や缶コーヒーなどが床を転がった。すぐに船体は元通りになったが、このとき船長からは何も説明がなかった。事故時も船体が突然傾き、傾きが45度を超えた時点で事故だとわかり、脱出しようと思った、などと述べた。

### 利用者証言
運送ドライバーの証言
- 4月23日、運送ドライバー達は、セウォル号では、重量測定をしているのを見たことがない、と答えた。仲介して荷物を運ぶ仕事をしているドライバーAは、セウォル号に詰む貨物車の重量検査をしている様子を見たことが無い、料金がいくらかも知らずに乗船していると答えた。また、直接料金を支払っていたドライバーBは、貨物車1台で55万ウォン - 60万ウォンかかる、貨物車両の重量を測ったりするのは見たことがない、と話した。

## 韓国国内の反応

### 救助活動
韓国政府は、事故後に事故対策本部を設置した。
事故発生から約4時間半後、4月16日の昼には安全行政部や対策本部は「368人が救助され、約100人が安否不明」、修学旅行中だった学校の関係者や京畿道教育庁は「生徒・教師338人が全員救助された」と発表したが、その3時間後には海洋警察が「約300人の安否が依然不明」とするなど、各所で人数に関する情報の錯綜が見られた。旅客船の航路や救助活動の説明でも訂正が相次いでおり、乗客の家族や関係者は不信感を募らせた。人数の混乱について、海洋警察や民間船舶などの救助者の集計が重複したためと説明したが、大統領の朴槿恵は「なんで200人も差が出るのか」と叱咤した。事故から13時間が経過しても、安全行政部と海洋水産部、海洋警察など関連部所は、旅客船乗船者の名簿さえ確定できなかった。海洋警察は、救出にとって重要な海上クレーンの使用料負担を巡って船舶会社と対立し、出動が遅れるという不手際が発生した。
また、海洋警察は4月16日時点で「船内に酸素を注入している」と乗客の家族に説明していたが、実際にはその時点では設備自体用意できておらず、設備が届いたのは翌17日夕方であり、説明が虚偽であったことについて乗客の家族から激しい抗議を受けた。また、救助体制についても虚偽が指摘されており、発生から間もない頃の説明では「救助作業員555人、ヘリ121機、船69隻」とされていたが、4月17日に乗客の家族が現場を訪れた際には「作業員200人以下、ヘリ2機、軍艦・警備艇各2隻、ボート6隻」に留まった。
現場海域は海水が濁っており、視界は20 - 30センチメートルとほぼゼロの状態であり、さらに流れが急で漂流物も多く、捜索は難航している。1日に2回の引き潮と満ち潮の境目の時間を中心に、潜水士たちが水中からの接近を試みていたが、17日には船内に入ることはできなかった。事故から2日後の18日午後、船内に入ることに成功し、船内の捜索が始まった。なお、韓国政府は18日午前、潜水士が初めて船内に入ったと説明したが、実際にはこの時点では成功してはおらず、ここでも捜査当局の情報の混乱が見られた。事故発生当日から現場では24時間体制で捜索・救出作業が続いていて、夜間は照明弾を撃ち光源を確保していたが、19日からは遺族などからの意見が採用され集魚灯を装備した漁船を動員してさらなる光源も確保し作業を続けた。しかし26日にはこの照明弾が東巨次島の山林に強風で流され着弾発火し山林火災が発生、旅客船沈没に際して燃料などの引火性物質が多い現場でサーチライトなどの投光器ではなく照明弾のような引火性の照明器具を使うのはどうかとの意見もある。
しかし、新たな生存者の確認はできないまま、19日昼には、海難事故での生存率が大きく低下する目安の72時間が経過した。ある海洋警察当局者は、フランス通信社の記者に「正直な話、生存者発見の可能性はゼロに近いと思う」と漏らしている。
自重6,825トン、これに船に積載された貨物・自動車と、流れ込んだ水の重さまで合わせれば1万トンを超えると想像される韓国最大の旅客船の救助作業は、20日になって船体への浮体取り付けや大型の海上クレーン船による吊り揚げを計画しているが、総重量が1万トン以上だとクレーン船による作業は困難が予想され、遺族との船体移動に関する同意などにも時間も掛かり、海中で船体位置を安定させたとしても引き揚げにはさらに困難な作業も予想されることから、フローティングドックを投入することが報道されている。
捜索救助活動にあたっていた民間ダイバーが、5月6日に1名、5月30日に1名、死亡した。
キム元庁長は、朴槿恵大統領が行方不明者の家族に会った際、「潜水士が500人」と話したが実際の調査や救助に投入された人員は8人だった。

### 海洋警察の対応
初期対応をはじめ様々な失態が指摘されている。
- 朝鮮日報の報道によると、第1通報者の高校生に緯度と経度を聞きだそうとして時間をロスしたことが指摘されている[196]。
- 救助用クレーンの出発が12時間遅れたことについて、中央日報は、海洋警察庁関係者の発言として「事故を起こした船会社が使用料を負担しなければならないので、船会社名義でクレーン要請をするのに時間が遅れた」ことを紹介している[197]。
- 4月17日、海洋警察の幹部が、初動対応が不十分だったのではないかとの記者の質問に「海洋警察に何の問題があるのだ。80人救助したのだから大したものではないか」と発言した。22日、海洋警察はこの幹部を更迭したと発表した[198]。
- 4月18日、行方不明となっている乗客らの家族らが現場の状況を暴露したことが報道される。16日に父母らが現場近くにある珍島を訪れたときには、まだ現地に対策本部がなかったこと、その日の夜に父母らが民間の潜水士と共に現場に向かうと、海洋警察に阻止されたこと。当局の説明では、救助の作業員が555人、ヘリは121機、船は69隻などとしていたが、17日に現場海域に出たところ、現場の救助作業員は200人以下、出動しているヘリコプターは2機、軍艦と警備艇は各2隻、ボートは6隻であったことなどが明かされた。不明者家族らは最後に、国民の皆さん、これが大韓民国の現実です。子供たちを救うため、私たちを助けてください、などと締めくくった[199][200]。
- 4月19日午後11時35分頃、官民軍合同の救助チームのダイバー達は斧を手に、セウォル号4階にあるコンパートメントへの進入に挑戦。窓ガラスを手斧で数回刺して亀裂を入れてから破り、コンパートメント内にあった遺体の回収に成功した。これまで数回の進入を試みたが、窓ガラスに進入を阻まれていたとされ、海洋警察関係者も「今回の成功は民間ダイバーのアイディアによる手斧であった」などと述べた。前回荷室に入ったときは荷物が障害となり、およそ10分で引き上げ何も成果がなかったため、今回が事実上最初の進入であった[201]。
- 4月22日には民間ダイバー達に罵声を浴びせたとされ、200人いた民間ダイバーは30人となり、参加者は11人に激減したことが報道される。朝鮮日報によると効率的な指揮系統がなく、海洋警察と民間ダイバーとの間に確執がある[202]。
- 4月23日、21日に投入された遠隔無人探査機 (ROV) が全く成果をあげられず、さらに他の潜水作業の妨げになっていることが報じられる。海水の濁りと強い流れのために方向も定まらず、しかも船上からケーブルで電気を供給するため、感電の危険から他の潜水作業もできない。投入されたROVは2ノットの流速に耐えられるが、事故現場の最大流速は6ノットに達する[203]。
- 4月24日、明日の25日からは現場の潮流が早くなり捜索が難航が予想されるなか、ある家族が海洋警察庁長官のキム・ソクキュンに対し、捜索に参加する潜水士の人数を質問、庁長のキムは「750人、いや100人余り」と言うとすぐに「直接収拾できる潜水士は13人」と答え直した。この潜水士13人は、潜水捜索作業を主導しているウンディーネ・マリン・インダストリー(Undine Marine industries)。ウンディーネはセウォル号の船会社である清海鎮海運と契約を結んで捜索をしており、海洋警察との癒着疑惑がある。ある韓国メディアは、水の流れが普段よりとても弱い塑造期がこの日（24日）で終わるとし、海軍と海軍救助隊、消防潜水要員、民間潜水士、文化財庁海底発掘団など救助隊員726人が動員され、艦艇261隻、航空機35台などの装備が集中投入されたなどと記事にしたが、それらの内容は、汎政府事故対策本部が発表したブリーフィング内容を写しただけのものであった[204][205]。
- 4月25日、海洋警察が韓国船級の家宅捜索を行う前、捜査員の1人が家宅捜索の1時間ほど前に、知り合いの韓国船級の社員に「1時間後に家宅捜索に行く」とメールを送っていたことが判明した。また、1日前に家宅捜索の情報が漏れていた可能性も指摘されている。関係者によれば、家宅捜索では一部の資料が見つからないなど、事前に対策されていた印象があった[206]。
- 4月28日、検察などの合同捜査本部は、沈没直前の救助活動に問題があった疑いとして、木浦海洋警察署を家宅捜索したことが伝えられる。映像のなかで、海洋警察職員が船内に入って乗客を誘導している様子がなく、こうした救助活動に問題がなかったかを調べていると見られる[207]。同じく、事故当時のセウォル号と交信した、珍島と済州島の海上交通管制センターが捜索を受け、交信内容や航跡を示す資料を押収したことが伝えられる[208]。
- 4月28日、海洋警察は初期の救助活動の様子を撮影した動画を公開した。この中で、中央日報は「海洋警察捜索救助マニュアル」と比較した結果、救助活動でいくつものマニュアルを無視した行動があったと報じた。救助者の身元確認を怠ったり、潜水士が到着したのが船が完全に沈んだ後だったり、船体を木槌などで叩いて生存者の反応を確認したりなどの行動を怠っていた[209]。
- 4月29日、海洋警察が一部の映像を隠したとする疑惑が指摘される。先日公開された救出映像は、16日午前9時28分58秒から11時18分4秒までの約1時間49分間の状況を記録していたはずなのに対し、公開された映像の長さが、9分45秒間分しかないため。海洋警察側は、全体を撮影していたのではなく、時々撮影したため、と説明した。この説明に対し、16日に公開された画像（キャプチャー写真7枚）が映像に入っていないとする疑問が新たに生まれた。海洋警察側は、携帯電話での撮影のためと説明したが、中央日報の調査によると、画像には携帯電話で撮った写真ファイルにあるべきカメラの種類や撮影日などの情報がなかった[210]。
- 4月29日、民間ダイバーから「海洋警察は4人ずつしか海に入っていない」などとした指摘に対し、海洋警察側は「減圧チャンバーが2台しかないため人数の制限が避けられない」などと説明したことが報道される[211]。
- 4月30日、公開された映像により、船内乗客の見落としが指摘される。16日午前10時20分頃の映像では、船内に閉じこめられている乗客が、窓を割ろうと試みる姿が映されている。プラスチックボックスらしき道具で窓を叩くが、窓は割れず、窓に顔を近づけ救出を待つが、海洋警察の救命ボートはその場を離れ、客室が水に浸かっていく様子が確認される[212]。
- 4月30日、海洋警察艦艇が燃料にも困る状況であるのにも関わらず、海洋警察の予算145億ウォンがゴルフ場作りに、流用されていたことが指摘される。セウォル号対策委員会委員長であるチョン・ジンフ議員によると、2006年、海上警察教育院は、野外射撃場や艦砲射撃場の設置が必要として、敷地の拡大とそのための予算を求めたが、当初予定されていなかった、ゴルフ場が作られた[213]。
- 5月1日、セウォル号沈没時に潜水士が救助に遅れた原因が、（潜水士を運ぶための）高速艦艇の乗組員がいなかったため、と報道される。（セウォル号沈没地域を担当する）木浦海洋警察には、高速艦艇と潜水士達が非常待機していたが、事故当日には高速艇の乗組員がおらず、潜水士達は車で1時間以上をかけて、珍島彭木港まで移動しなければならなかった。このため木浦港から事故現場まで、高速艇であれば最短約80分で到着できたにもかかわらず、実際には152分を要し、1人の被害者も救うことができなかった[214]。
- 5月1日、捜査指揮と救助活動の責任者、海洋警察庁イ・ヨンウク情報捜査局長が事実上の更迭処分を受ける。イ局長は、清海鎮海運の実質オーナーである兪炳彦が関係する企業、セモに務めていた経歴があり、さらに兪炳彦が指導者を務める救援派の信徒であったとされ、これらが更迭の理由と考えられている。テレビ朝鮮によると、イ局長は、かつてセモ社の造船事業部に勤務し、兪炳彦前会長から奨学金を受けていた。また、過去の博士論文では『勉学の機会を与えてくれた兪炳彦会長に心から感謝申し上げる』とつづられていたことが、各メディアで伝えられた[215][216]。
- 5月2日、海洋警察がセウォル号操船関係者達を同じモーテルで過ごさせ、口裏を合わせる機会を与えていた可能性があると報道がされる。船長のイと乗組員10人は、事故当日の16日から、全羅南道木浦市竹橋洞のモーテルに集められていたとされ、逮捕拘束されるまでの取り調べ期間中は、警察署とモーテルとを行き来していた。海洋警察側は会話が自由に出来ないよう監視をしていたとするが、もし監視していたのであれば、4月21日に一等機関士が自殺を図り乗組員達が止めたことは辻褄に合わないと、韓国メディアは疑問を呈している。当時の捜査責任者であった海洋警察庁情報捜査局長のイは、兪炳彦が会長を務めていたセモグループ出身者であるとされ、5月1日に事実上の更迭処分を受けている[217]。
- 5月7日（事故から22日目）、海洋警察は4月18日に発表した生存者の数を174人から172人に訂正した。原因は重複記載であり、1人は二重表記、もう1人は救出者証言による食い違いだ。これにともない行方不明者は33人から35人に増えた[33][218][219]。
- 5月7日、セウォル号事件に関連し、韓国政府から公務員に出されていた自粛令を無視したとして、済州地方海洋警察庁は、地方庁航空団長を務める警監の職位を解除した。警監は、ゴルフ自粛の公文書を受け取っていたことを認めながらも、階級が低いので問題になるとは思わなかったなどと述べ、責任を感じている[220]。
- 5月7日、キム・ソクキュン海洋警察庁長官は、セウォル号の中間捜索の結果のなかで、長期の工事は身体検査と4大保険に加入するが、小規模では保険なしで行う、などと説明した。セウォル号は突発的な事故での捜索活動のため、保険加入の条件には含まれない。6日に亡くなった民間ダイバーの産業潜水士については、韓国産業人材管理公団の確認の結果、産業潜水士の資格がなかったなどとし、重要なのは、資格があるかないかよりも潜水能力の有無である、などと強調した[221]。ちなみに民間海洋救助隊員は、1日8時間作業をした場合、日当約97000ウォン（約9600円）を受け取り、超過した場合は1時間7800ウォンを受け取る。純粋なボランティアとして参加した場合は原則無料[222]。
- 5月8日、新政治民主連合の議員・黄柱洪（ファン・ジュホン）は、海洋警察から提出を受けた資料を元に、事故の約50日前の2月25日、海洋警察によりセウォル号を含む5隻の旅客船の特別安全点検を実施していたことを明らかにした。点検は、1隻あたり1時間程度で終わり、点検の結果、すべて「良好」判定を受けた。黄は、「セウォル号のような超大型旅客船は内部を歩くだけで1時間近くかかる」とし「このように短時間に安全点検を終えたというのは話にならない」と批判した[132]。
- セウォル号が出港した4月15日、仁川港沿岸旅客ターミナルに海洋警察は1人も勤務していなかったことが判明した[132]。
- 海洋警察の警備艦艇の182隻には、救助用ロープ・はしご・油圧切断機など基本的な装備も無いことが判明した[132]。
- 5月12日、合同捜査本部は、事故当時、海洋警察が発生時に現場に到着した時点で、船内に入り乗客を救出できる可能性が高かったとする分析を発表した。海洋警察は船外の者しか助けておらず、初動対応の過失の有無が調査されることとなる[223]。
- 5月19日、大統領の朴槿恵は、国民に向けた談話を発表。救助活動は事実上失敗したとして、海洋警察の解体を明らかにした事が伝えられる。海洋警察が管轄していた捜査と情報機能は警察庁に移され、海洋救助、救難、海洋警備分野は新設する国家安全処へと移譲される[224]。
- 6月5日、韓国検察は、セウォル号の乗客救出作業に関連し、海洋警察庁の仁川本庁を含めた6ヶ所（西海地方庁、木浦海洋警察庁、珍島郡庁、彭木港の海洋警察状況室、珍島海上交通管制センター）を、家宅捜索した（発表は9日）。捜査は、海洋警察が乗客避難誘導や船内救出作業を行われなかったことを中心にすすめられている[225]。
- 6月10日、海洋警察への過失致死容疑の適用が検討されているとの報道がされる。沈没事故当日の午前9時43分頃、セウォル号に到着していた海洋警察は、地方海洋警察庁と木浦海洋警察庁へ、乗客が中にいるが出てこられない、などと報告した。しかし救命ボート2つを落としただけで、セウォル号から離れた。午前9時53分頃、船内救出活動を指示した西海地方庁に対し「傾斜がきつく乗り込む方法がない」などと答えて船内活動を行わなかった。しかし10時09分頃には、漁業指導船の乗組員がセウォル号に乗り込み、乗客を救出した。また検察は、海洋警察と民間海難救助業者ウンディーネとの癒着疑惑に対しても調査する方針[226]。
- 6月13日、仁川〜済州島航路での運航認可基準を満たしていなかったセウォル号を、およそ5千万ウォン（約500万円）の賄賂で認可したとして、木浦海洋安全審判院のトップを務めるパク・ソンギュら2人を収賄罪などで起訴、韓国海洋警察の中堅幹部2名も同罪などで在宅起訴した[225]。
- 7月1日、セウォル号沈没当時における職務怠慢、公文書偽造、公共物破損の疑いで、海洋警察の職員3名に事前拘束令が申請されたことが伝えられる。本来、海上交通管制センター職員は、海上状況の報告や船舶の管制を2人1組で行う規定であったが、事故当時は1名で職務にあたっていた。職員達からは3日に1度の24時間勤務に不満があったとされ、このような規約違反が常習的に行われていた。またセウォル号事故の際も現場海域の監視をおこたっていたことが実証されている[227]。
- 7月9日、監査院の発表によると、済州海洋警察署は事故当日（4月16日）の午前8時58分には、済州海上交通管制センターから事故の発生を伝えられていたが「我々の管轄ではない」としてすぐに対応をせず、9時10分になってから艦艇の出動を指示した。もう一方の全羅南道消防本部側も「海上事故は海洋警察の管轄」などとして、21分が過ぎた9時13分になってからようやく消防ヘリコプターに出動の指示を出した。また珍島海上交通管制センターでは、セウォル号の異常航路を監視している者がいなかった[228]。
- 7月9日、事故当時（4月16日）、現場で救助活動をしていた木浦海洋警察は、本庁から7回にわたってセウォル号との交信を求められたが、十分な交信をしなかった。さらに珍島海上交通管制センターを通じ、セウォル号側が乗客の脱出について西海地方海洋警察庁に問い合わせたが、海洋警察側は「船長が判断すべき」などと消極的な対応をとり続け、結果として救出の機会が失われた[229]。
- 7月9日、監査院によると、海洋警察は警備規則として沿岸海域に200t以上の中型の艦艇を配備していなければならなかったが、事故当日は中国漁船の違法操業の取り締まりで全ての中型艦艇が出払っており、このためセウォル号事故時には、定員9名の警備艇（123号艇）しか派遣できず、充分な救出活動が出来なかった[229]。

### 韓国軍の対応
- 事故海域から118マイル離れた西海（ソヘ）海上で作戦中だった米軍強襲揚陸艦「ボノム・リシャール」から、複数の救命ボートを積んだ2台のMH-60ヘリが派遣されたが、韓国国防部の判断で救援参加は見送られた[230]。
- 4月16日、駆逐艦「テジョヨン」での貨物昇降の作業をしていた兵長が頭部を負傷、意識不明となり、その後息を引き取った[231]。
- 2012年に1590億ウォンをかけて完成した韓国国産の救難艦統営（トンヨン）が派遣されないことに、一部で批判があがっている[232]。この統営は、韓国海軍の要求を一部満たしておらず、統営を無理に投入すれば装備作動や航海安全に危険を招きかねないと見て、軍は探索救助に投入しないことを決めた[233]。
- 4月22日、テレビ報道での「やらせ」が発覚する。休憩中の潜水士のウエットスーツに真水をかけたうえ、潜水士が「今日の（海中の）視界は50 - 60センチ」と答えると、海軍関係者が割り込み「視界を30 - 40センチにすれば救助活動が困難であることを伝えることができる」などと、回答内容の変更を求める場面があった[234]。
- 4月26日未明、東巨次島（トンゴチャド）で山火災が発生。数キロ先の海域では遺体収容の夜間作業が行われており、軍関係者によると、照明弾の一部が強風にあおられて山に落ちたとしている[235]。
- 6月10日、朴槿恵の叱責にあわせ、兪炳彦の国外逃亡を阻止するため、黄海沿いの警戒を担当している陸軍や海軍の第2、第3艦隊などに、監視強化の指示が出た[236]。

### 韓国消防の対応
- 4月28日、検察などの合同捜査本部は、「セウォル号沈没事故」の救難対応をめぐり、全羅南道消防本部を家宅捜索した[237]。
- 5月1日、セウォル号沈没時に救助ヘリの遅れた理由が、寄り道によるものであったことが報道される。事故当日、光州市の消防ヘリは午前9時40分に出発したが、その後、消防本部より全羅南道庁に寄るよう指示を受け、全羅道庁前のヘリポートに到着。全羅南道行政副知事、全羅南道消防本部長を乗せて飛び立ち、珍島の彭木港への到着は午前10時37分頃となった。この20分程の遅れにより、到着時のセウォル号は事実上の沈没状態になっていた[238]。
- 5月14日、事故直後（4月16日）の10時30分頃、救助の最中にある海洋警察に対し、119状況室が、生存者を高位公職者が訪問するペンモク港に連れてくるよう、繰り返し要求していたことが伝えられる。国会安全行政委員会の懸案報告で通話録音記録（事故直後の午前10時30分頃 - 11時頃）が公開され、この問題が伝えられた。当時、海洋警察は事故現場から近い、西巨次島へと生存者を運び、応急処置を施していたが、119状況室は、ペンモク港に高位公職者達が集まることを告げ、生存者が西巨次島に留まっていてはならない、患者を運んで来なければならない、などと告げていた。これら一連のやり取りに対して、消防防災庁長のナムは、「初めて聞く内容」、とだけ答えた[239]。
- 7月9日、監査院の発表によると、事故直後（4月16日の午前8時52分）、檀園高校の生徒から最初の通報を受けた全羅南道消防本部は「海上事故は海洋警察の管轄」などとしてすぐに対応をせず、21分が過ぎた9時13分になってから、消防ヘリコプターに出動の指示をだした。済州海洋警察側も「我々の管轄ではない」として対応が遅れ、9時10分になってから出動を指示していた[228]。

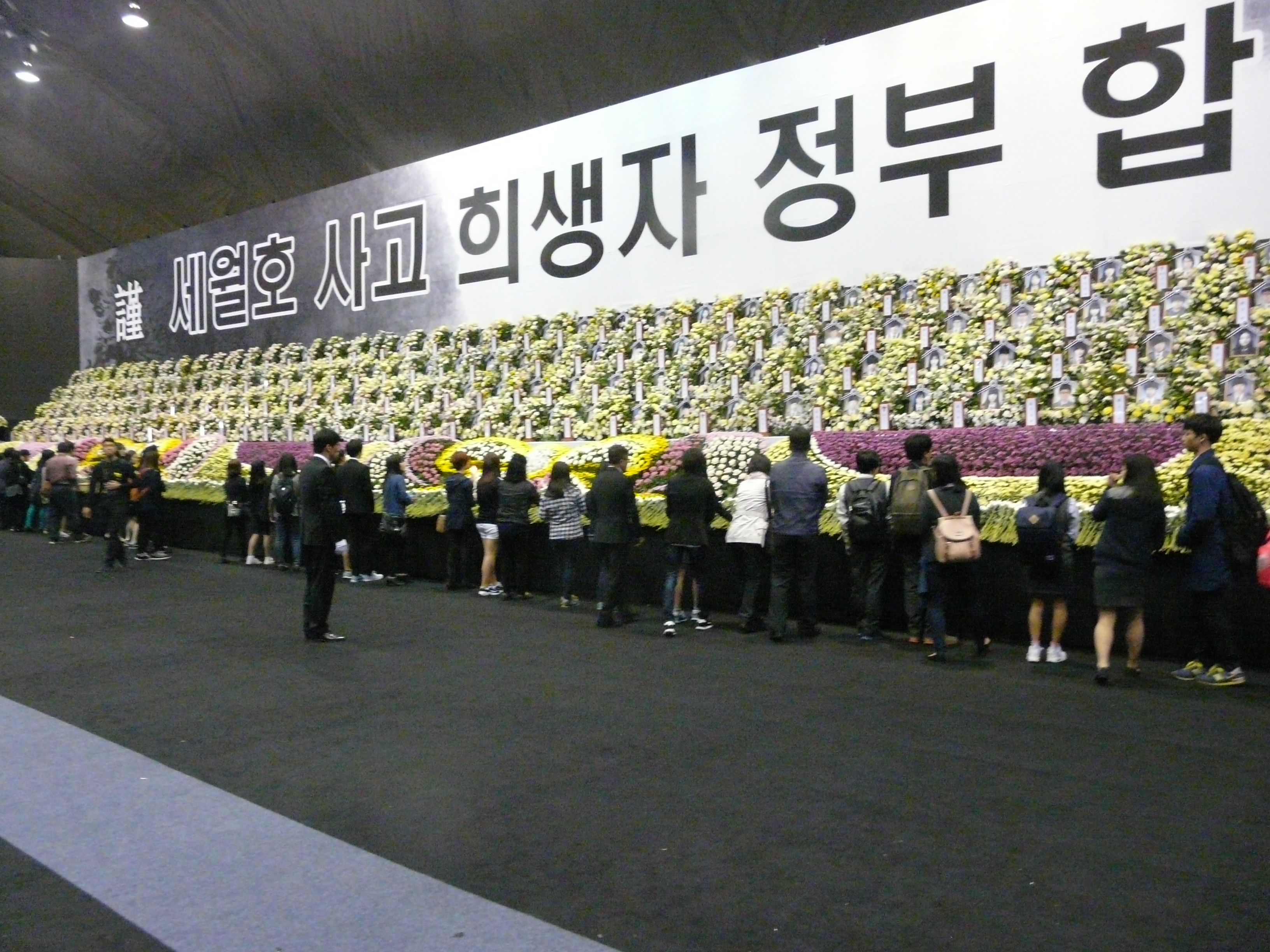
臨時焼香所。数多くの遺影の前に止まることなく弔問客が続いた。

### 民間の対応
- 5月1日、韓国の潜水作業会社のダイビングベル（潜水鐘）が投入される（4月26日、4月30日と失敗）。午前3時20分頃、民間潜水士3人を乗せて海中に下ろされ、10分ほどかけて水深23メートルまで進んだが、潜水士達が、セウォル号の船体4階後部の客室の入口付近で行く手を塞がれ、午前5時17分頃にはダイビングベルごと水面へ上がってきた。遺体は回収できなかった。その後、イ代表は潜水士がいないこと、海洋警察の功績を奪いたくないことなどを理由に撤収を告げ、もし海洋警察が使用するならばダイビングベルを渡すとしながらも、それは政府が代価を支払うことなのかというメディアの質問に対し、そうだ、儲けるほどではなくても、現実的でなければならない、などと述べた。珍島室内体育館で結果を待っていた行方不明者家族は、ダイビングベルが入れば救助が迅速に進むように話していたので期待していたが、もう民間潜水士の話は信じることができない、などと述べた[240][241][242]。
- 5月1日、海洋警察庁とセウォル号救難業者ウンディーネ・マリン・インダストリー(Undine Marine industries)の癒着疑惑が報じられる。セウォル号沈没の当日にウンディーネが決定されたことをめぐり、ウンディーネと海上警察との密接な関係を維持したのが影響を及ぼしたのではないかという疑惑がある。ウンディーネ代表のキムは海洋警察庁の法廷団体で昨年1月スタートした韓国海洋救助協会の副総裁であるとされ、19人におよぶ海洋救助協会副総裁にも、海上警察庁警備安全局長、海上警察警武官出身のキムが含まれている。また、海上警察のある関係者は「海洋警察は海事安全法と水難救護により事故旅客船の船会社清海鎮海運に適法に救難命令を下したとし、清海鎮海運はこれに基づいてウンディーネと船舶救難契約を締結した」と明らかにした。国会国防委所属の新しい政治民主連合の議員チン・ソンジュンは、国防部から提出させた資料を引用、「事故海域の探索を引き受けていた海洋警察は、ウンディーネの潜水作業のために現場水域への接近を規制、このために海軍潜水要員は現場に投入されることができなかった」などと述べた。海洋警察はこれに対して「救助現場への条件を総合的に判断して時間帯別に潜水人材の調整と投入を決めている」などと述べ「民間企業ウンディーネのために海軍UDT潜水要員の入水を防いだことはない」と説明した[205]。事故当時、海軍の特殊戦戦団や海難救助隊は救出活動を充分に行えなかったとされている。軍は海洋警察の現場統制を受けていたと説明、ボランティアに駆けつけた民間潜水専門家らも、海洋警察とウンディーネが救助への参加を阻むと抗議して、4月20日までに現場から撤収した。海洋警察はウンディーネを除いた他の民間企業に救助要請をださなかったとされ、海洋警察が功績を立てるために軍の救出作業を妨害した疑惑や、海洋警察とウンディーネの癒着などに疑いが持たれている。海洋警察は、セウォル号の船会社である清海鎮海運がウンディーネと独占的契約を結んだために、他の民間企業に助けを求めることができなかったなどと主張している[243]。
- 5月30日、午後3時頃、セウォル号の4階の船尾にある大部屋窓の切断作業をしていた民間ダイバーが、呼吸困難を訴え、3時20分頃には木浦韓国病院へと緊急搬送されたが、到着した時には呼吸も意識も殆どなく、亡くなった[244]。その後の調べで、このダイバーの身元を確認していなかったことが明らかになった。当初、汎政府事故対策本部は、この人物を兄のイ某と発表していたが、指紋鑑識の結果、兄の名前を使用していた弟のイ・ミンソプであったことがわかった。死亡した弟は、約20年間にわたって水中潜水作業に従事した経歴があるとされているが、潜水士の資格証も所持していなかった[245]。

### 韓国政府の対応
- 4月16日の事故発生当日、教育省長官の徐南洙は、行方不明者の家族が集まる体育館を訪れた時、家族に背を向けてカップラーメンを食べ、顰蹙を買った[246]。
- 4月17日、日本政府側から、日本が支援することがあれば何でも支援する、とした救出支援協力の申し出を拒否[247]。
- 4月18日、与野党の指導部や地方選挙の出馬予定者らが珍島の現場に訪れることで、論争が起こっていることが報道される。この2日間に訪問した政治家は、50人を超えた。救助活動が進展しないなか、随行員を連れて歩く政治家達に、政治家たちは写真を撮ってもらいにきた、などと批判する意見もある。被害者家族よりも優先して海洋警察の船に乗っていたことにも批判があがっている。17日、首相の鄭は、不明者家族らが投げつけたペットボトルらしきものを受け、警察に護衛されながら事故現場を離れた[248]。
- 4月18日、セヌリ党議員の鄭夢準の次男が、行方不明者の家族などが、朴槿恵に罵声を浴びせるなどの怒りを示したことについて、Facebookに「似たような事件が起こっても理性的に対応する他国と違い、わが国は国民情緒がとても未開（野蛮）だ。国民が未開だから国家も未開なのではないか」と書き込んだ。鄭夢準は謝罪に追い込まれた[249]。
- 朴槿恵の支持率は、4月18日時点では71%を記録したが、21日に67.0%、22日に61.1%、23日に56.5%と、わずか5日間で14.5ポイント低下した。救助活動の不手際や、政府の危機管理能力に対する信頼低下が原因[250]。ただし、これは世論調査会社の社長が、自分のTwitterアカウントで公開したものであり、正確性に対する疑問が持たれている[251]。5月2日、韓国ギャラップが発表した世論調査によると、朴の支持率は48%まで下落している[252]。5月9日、韓国ギャラップが発表した世論調査によると、朴の支持率は46%に下落した[253]。
- 4月20日、現場を訪問した安全行政省局長級の幹部職員が、犠牲者の名簿の前で記念写真を撮ろうと言い出して、犠牲者や行方不明者の家族が激高する出来事があった。この幹部職員は職務を解任された。職員は辞表を提出し、翌21日、受理された[254][255]。怒りが収まらない家族たちは、21日に現地を訪問した海洋水産省長官の李柱栄が現場を訪れた時、李を取り囲んだ。李は「私が代わりに謝罪する」と表明した[256]。
- 4月20日、被害者の家族がソウル行きのバスをチャーターし、朴槿恵に直談判に向かおうとしたが、450人の警官隊に阻まれた。韓国の市民団体「人権弁護団」は、これを完全に違法と主張している[257]。
- 与党セヌリ党議員のクォンは4月20日、フェイスブックに、「行方不明者の家族になりすまし、政府をけなしたり、公務員たちの頬を叩いたり、わめき散らして扇動している連中がいる」などと書き込み、「動画に登場する女性が、送電塔デモにもいた扇動屋」、などと主張した。動画に登場する行方不明者家族と写真の人物は別人であることがわかり、書き込みは削除され、22日に国会で謝罪した[258]。
- 4月21日、セウォル号の沈没事故対策本部は、特別災害地域宣言にもとづいて、必要予算を優先的に執行することを決定。これに合わせて遺体を家族に引き渡す手順を簡素化、これまでDNA鑑定結果により身元確認がとれてから遺体を引き渡していたが、家族の希望があれば、DNA鑑定が出る前であっても他の病院（葬儀場が併設されている）へ移せるように簡素化した[259]。同日、安山市の葬儀場に運ばれた男子高校生の遺体をみて、生徒の友人が本人ではないと証言、DNA鑑定を行ったところ、別の生徒の遺体であった。（4月23日時点）高校の関係者は、この生徒を含めて3人の生徒のDNAが合わなかったと打ち明けた[260][261]。
- 4月23日、韓国議員100名余りは、内閣総理大臣の安倍が全面的な捜査協力の姿勢を示しながら、靖国神社に供え物の真榊を奉納したとして、隣国に対し最低限の礼儀もない国など無恥の極みなどとする声明を出し、謝罪を要求した[262]。
- 4月24日、行方不明者の捜索活動が続くなか、与野党が、相手の不適切な行動を暴露しあっていることが報道される。6月4日に行われる、統一地方選挙を睨んでのネガティブキャンペーンと考えられている。協会関係者らと夕食を共にしたときの飲酒動画や、宴会で撮影した写真や動画などが出回っている。新政治民主連合に所属する議員は、酒を1杯だけ呑んだと謝罪しながらも、動画が出回っているのは酷い、などと述べた[263]。
- 4月25日、海洋水産省が2013年に作成した船舶事故時の危機管理マニュアルで、大型事故の際には世論の関心を分散させるため「衝撃を相殺する記事のネタを発掘せよ」と定めていたことが判明した。海洋水産省は、海産物などの風評被害を避けるための措置と釈明しているが、マニュアルからは当該箇所を削除した。2014年4月下旬より、北朝鮮の核実験の動向が伝えられるようになったが、韓国内では、核実験の報道を流すことで、事故の関心を逸らすためではないかとの指摘が出ている[264]。米大統領バラク・オバマの訪韓と従軍慰安婦関係についても報道されるようになっている。
- 4月27日、首相の鄭烘原は、セウォル号の沈没で、政府の初期対応が遅れたことに対して責任を取るとして辞意を表明した[265]。朴槿恵は、事故収拾の後に辞任を認める方針を示した。新政治民主連合代表の安哲秀は、捜索活動が続く中での首相辞任は「極めて無責任」と批判した[266]。しかし、のちに鄭の代わりに首相に指名された安大熙は不透明な弁護士収入を批判されて指名を辞退、文昌克は過去の発言が親日的であると批判されて指名を辞退した[267]。3人目の首相選びは難航し、結局、朴槿恵は6月26日、鄭烘原を首相に留任することを発表した。一度、大統領が辞意を受け入れて交代を決めた首相を留任させたのは、韓国の憲政史上初めてのことである[268]。朴槿恵政権の人材不足が露呈した形となった[269]。野党は、首相留任の決定を「セウォル号惨事の責任回避」と批判している[270]。
- 4月29日、朴槿恵は、閣議で、「事故を予防できず、初動対応や収拾が不十分だった。多くの尊い命を失い、国民の皆さんに申し訳なく、心が重い」と謝罪した[271]。ただ、この謝罪は非公開で行われたため、遺族の中からは「非公開の謝罪は謝罪でない」という批判がある。この遺族からの批判に対し、4月30日、大統領府の閔庚旭報道官は「遺憾で無念だ」と発言し、これが不適切な発言と批判されている[272]。批判に対し、閔報道官は「純粋に個人的な発言で、大統領府や朴大統領の意思ではない」と釈明した[273]。一方、遺族対策委員会は「謝罪として受け入れることはできない」とし、朴の謝罪は事態を収拾するどころか、逆に新たな政治的問題となっている[274]。
- 負傷した全ての高校生を収容している高麗大学校安山病院は、負傷者に対する心理的な悪影響があるとして負傷者が犠牲者の追悼行事に出ることを禁止している[275]。4月30日に74名のうち70名の高校生が退院し、そのまま教員に付き添われて、既に多くの国民が弔問に訪れていた市内の会場で多くの同級生を含む犠牲者への焼香を行った[276]。
- 4月29日、朴槿恵が犠牲者の合同焼香所を訪問した際、1人の弔問客の肩を叩いて慰める場面があった。この弔問客が、実は大統領府が動員した人物だという話が4月30日ごろから、一部の政治家などに広まり、ニュースにもなった。後日、この弔問客は本当に弔問客であり、大統領府が動員した人物だという話は誤りであったことが判明した[277]。しかし、5月11日に、ニューヨーク・タイムズに掲載された広告では、広告主は「演出だった」と断定している[278]。
- 5月2日、韓国国家報勲処処長の朴勝椿は、竜山記念館での愛国ワークショップに出席したさい、旅客船セウォル号の沈没事故について、米同時多発テロのときジョージ・W・ブッシュは現場に駆けつけ消防員や警官を慰労し、支持率は56%から90%に上がった。こうした団結がなければ、問題を見つけて解決する対策を図ることはできない。我が国では、問題が起きると、その根本的な原因の所在を探そうとはせず、大統領と政府を攻撃するばかりだ、などと発言して物議をかもしていることが伝えられる[279]。
- 4月23日ごろから、在米韓国人の一部が、朴槿恵政権を批判する内容の全面広告を米有力紙のニューヨーク・タイムズに掲載するために資金を集めている[280]。5月11日、「韓国民主主義運動」という在米韓国人の団体が、ニューヨーク・タイムズに、朴槿恵や韓国メディアを批判する広告を出した。進まない救助活動は、朴政権の指導力不足であり、また韓国メディアは「政府の検閲によって沈黙している」と批判している[278][281]。
- 5月12日、大統領秘書室がメディア相手に損害賠償や訂正報道を求めて起訴をしている。セウォル号沈没以降に起こした起訴だけでも既に4件ある。4月17日に珍島体育館を訪問した大統領の朴が面会した幼児が『病院にいる子供を連れてきて面会を演出したのでは』などと報じたハンギョレに対し、秘書室は損害賠償8000万ウォン（約800万円）を求めてソウル中央地裁に起訴（5月12日）。また合同焼香所を大統領の朴が訪問したさい『言葉を掛けた高齢の女性は、大統領府側が用意した人』などと報じたCBSにも、同じく8000万ウォンの損害賠償を求める起訴をした（5月12日）。これ以前にも『大統領府の秘書達と大統領の実弟が対立している』などと記事にした、時事ジャーナルや日曜新聞に対しても報道によって名誉を傷つけられたとして、それぞれ8000万ウォンと4000万ウォンの損害賠償を求めて起訴している[282]。
- 5月13日、セウォル号沈没事故で最後まで脱出のために尽力したとして、乗船していた船員のうち3人が義死者に認定された[283]。
- 5月16日、朴槿恵政権を批判する意見広告をニューヨーク・タイムズ紙に掲載した在米韓国人たちが、今度は、ワシントン・ポスト紙にも同様の批判内容の広告を掲載した。朴はセウォル号と共に韓国の民主主義を沈めようとしているのか、などと主張している[284]。
- 5月16日、朴は、犠牲者家族による対策委員会の代表17人と青瓦台で面会し、言い尽くせないほどの心の苦しみがあると考える。心よりお見舞いを申し上げる。政府の至らない部分について、もう一度謝罪する、などと直接に謝罪を述べた。同月9日にも遺族が抗議のために訪れていたが、朴は面会要求に応じなかったとされている[285]。大統領との面会を終えた犠牲者の家族は、直接面会できるようにしてくれた大統領と大統領府に感謝申し上げる、などとしながらも、具体的な内容でなく抽象的な表現ばかりで物足りなさを感じた、などと語った[286]。
- 5月18日、朴は、ソウルの明洞大聖堂で行われた旅客船沈没事故犠牲者と遺族のためのミサに出席。ミサが開始された直後に、「私のせいです、私の大きな過ちのせいです」、などと叫んだ[287]。
- 5月19日、朴は、青瓦台で国民に向けた談話を発表したことが各メディアで報じられる。このなかで朴は、国民の生命と安全に責任を負うべき大統領として、国民が体験した苦痛に、心より謝罪する、などと陳謝、事故に十分に対処できなかった最終的な責任は大統領である私にあるとして、海洋警察を解体する結論を下したことを明らかにした[224][288][289][290]。解体の発表後、海洋水産部長官に電話をかけた朴は、今日談話で海洋警察庁の解体を発表したが、最後の1人まで行方不明者の捜索と救助に最善を尽くして欲しい、事故現場で捜索している海洋警察の指揮系統や合同救助チームに同庁解体による影響が出てはならない、などと指示した[291]。この解体方針に対して、行方不明者の家族は、海洋警察職員が動揺し、捜索に支障が出るとして、捜索活動中に発表するべきことではなく、また会見で不明者の捜索について全く言及がなかったと激しく反発している[292]。韓国国民の反応は賛否が分かれており、「解体は当然」とする者もいれば、「大統領は自分には責任はないと言っているようだった」とする反応もある。大手紙は肯定的に評価し、進歩系メディアは批判的に報じた[293]。海洋警察職員の中には、事故対応での過ちを認めつつ、全ての責任を海洋警察だけに押し付けられたと不満を示す者もいる。また、中国船取り締まりなど、これまで果たしてきた役割を全て否定しているという声もある[294]。職員が動揺し、19日の海洋警察の業務は事実上麻痺した[295]。
- 朝鮮日報の調査によると、朴槿恵が談話で心から謝罪していると思うかの質問に対し、そう思うと回答した韓国国民は59.1%、そう思わないは34.9%、分からない・無回答は6.0%だった。セウォル号事故の収拾と対策に適切だったかの質問には、適切が46.5%、不足が46.9%、分からない・無回答は6.6%であった[296]。
- 5月20日、朴槿恵は、アラブ首長国連邦への外遊を行い、原子力発電所建設式典に参加した。元々はサウジアラビアやクウェートも訪問予定であったが、セウォル号事故のため、訪問はアラブ首長国連邦のみとなった[297]。アラブ首長国連邦の訪問も慎重にすべきとの意見もあったが、原発の建設式典は重要な国益として訪問が決定した[298]。
- 5月21日、韓国の江原道江陵市で朴槿恵を風刺するポスターが貼られていた。ポスターには、赤と黄色のチマチョゴリにハイヒール姿の大統領が、犬にまたがった姿が書かれており、背後には6匹の犬、遠くにはセウォル号と思われる紙の船があった。6月4日の統一地方選挙に関連し貼られたとされ、警察が捜査に入った[299][300]。
- 6月5日、セウォル号沈没事故への対応で政府に批判が高まる中、与党セヌリ党の苦戦が予想されたが、主要8都市と9道の首長選において、8つの市・道で勝利を収め、一方の最大野党である新政治民主連合は、9つの市・道で当選を決め、改選前より1席多く獲得したのみであった。複数のメディアは引き分けであったとしている[301]。同情票を得るため、釜山ではセヌリ党候補が、大統領の朴が5月の談話で涙を流した写真を掲げて勝利した[302]。投票率は歴代2位が、56.8%（暫定）であった[303]。また、落選した50代の男性が農薬を服毒する自殺未遂があった[304]。
- 今回の統一地方選挙候補者は10人中4人が犯罪歴があるとされ、中央選挙管理委員は前科一犯以上の当選者は1418人と発表、3952人の当選者のうち前科のある者の割合は35．9％に及ぶ。前科のある市長・道知事は4人、教育長は8人、地方自治体首長は74人、広域議員及び基礎議員は比例代表を含め311人。また前科9犯の当選者は4人、以下8犯が4人、7犯が5人、犯罪経歴5回以上は47人だった[305]。
- 6月10日、韓国大統領の朴槿恵は「兪炳彦の検挙のために検警と検察が多くの努力をしているが、逮捕できないのでは話しにならない」「今までの検挙方式を再点検し、他の追加方法がないか、全ての手段と方法を検討し、必ず法の審判を受けさせなければならない」などと叱責した。翌日、検察と警察当局は、セウォル号の実質オーナー兪炳彦が創設したキリスト教系新興教団の施設『錦繍院（クムス院）』を強制捜査。機動隊6000人に加え、消防員、警察犬、ヘリ、放水車などを動員したが、空振りに終わった[236][306][307][308]。
- 6月16日、セウォル号沈没事故から2ヶ月間、捜索作業をしている潜水士への給料が、ずっと支払われていなかったことが報じられる。国政調査特別委員会で野党幹事をつとめる金賢美は、国会で記者会見を開き、事故現場で捜索作業している潜水士に対し、賃金が一度も支払われていないとして、潜水士への処遇改善を求めた。議員は、企画財政部、安全行政部、海洋警察の対立により、未だに賃金の算出基準さえ設けられていないと指摘、作業に専念できるよう、賃金を1日でも早く支払うべき、などと述べた[309]。
- 6月20日、ロサンゼルスにある在米韓国総領事館の前に、韓国系アメリカ人が作った追悼所を、総領事館が強制的に撤去した。韓国外交部幹部の訪米などが理由という話が広まっており、現地住民は反発、反民主主義的で反人権的な行為と批判している[310]。
- 7月9日、セウォル号沈没事故の発生当日、檀園高校の生徒全員が救出されたという誤った報道がされた原因の発端が、警察の無線連絡の内容を、檀園高校職員が聞き間違えた為であったことが発表される。派出所の警監と高校に派遣されていた警査との無線でのやり取りの中に「2年1組全員救助」などとする言葉があり、それを聞いていた高校の事務室長が勘違いを起こし、保護者達へ「全員が救出された」との内容のメールを送信したことが原因だ[311]。
- 7月10日、韓国政府は、義死者に認定された3名の配偶者や子供に対し、公務員試験での加算点を与えることを決定したと伝えられる。これまでの加算点対象は、国家有功者5.18光州民主化運動などとされており、公務員試験6級以下で、5-10%の加算が付与されていた。セウォル号義死者の子供や配偶者には、まず公務員試験7級と9級で加算点が与えられ、その後も他の国家公務員試験に適応されていく方針。これとは別に韓国政府は「義死傷者礼遇に関する法律」を制定し、義死者遺族に対して補償金が支払われている[312]。

### 韓国検察の対応
- 4月20日、韓国の検察当局は、清海鎮海運関係者40人に対して出国禁止措置を執り事情聴取を開始した[313]。
- 5月15日、検警合同捜査本部は、乗客を避難救出せずにセウォル号から脱出した操船乗組員15名全員を、拘束起訴した。イ船長及び、1・2航海士と機関長ら4名は殺人容疑、残る船員11名は遺棄致死、遺棄致傷、水難救護法違反容疑により拘束起訴した[159]。
- 5月18日、検察警捜査官はこの日の午後、錦繡院内の研修院を急襲して山荘の管理人のイを連行した。捜査官は兪親子が隠れているとの情報を得ていたが見つからなかった。検察が車両でイを連行していると、錦繡院（クムスウォン）側から硝子を割って入ってきて強制的に連行した、などと抗議を受け、イを降ろした[314]。
- 5月20日、韓国検察は1000人以上の捜査員を動員し、キリスト教福音浸礼会（別名・救援派）の実質的な本部京畿道安城市の錦繍院を捜索、施設前では宗教団体信者らが座り込みを続けていたが説得に応じた。しかし、兪炳彦の身柄確保には繋がらなかった[315][316][317]。
- 5月21日、韓国検察は、京畿道安城の宗教施設を8時間余り捜索、8箱分の押収物を確保した[318]。
- 5月22日、韓国検察と警察は、セウォル号の実質的なオーナー兪炳彦へ、5000万ウォン（約500万円）、長男の大均に3000万ウォン（約300万円）の懸賞金をかけ、全国に指名手配した。総額で約1400億ウォン（約140億円）近い額の横領や背任、脱税の容疑も捜査の対象とされている。韓国政府は事故対応の費用、およそ6000億ウォン（約600億円）をいったん国庫から負担し、その上で兪氏一族から回収する方針である[315]。
- 5月26日、兪炳彦と長男の大均への情報提供に対する報奨金が、最高額の5億ウォン（約5000万円）に引き上げられた。これまでの最高額は強盗殺人犯の申昌源と20人の女性を殺害した柳永哲であった。兪炳彦自身が率いるキリスト教福音浸礼会（通称：救援派）に匿われているとされ、報奨金が5000万ウォン（約500万円）では、信徒が心変わりすることがなく、また兪炳彦がさらに多くの金を出す可能性があるためと、朝鮮日報は指摘している[319][320]。
- 5月27日、セウォル号の実質的なオーナー兪炳彦の長女が、フランスのパリで身柄を拘束された。韓国法務省が情報を掴んでおり、フランスの司法当局に協力を依頼していた。長女には、兪の系列会社から実態のないコンサルティングの名目で80億ウォン（約8億円）近い金が流れているとされ、捜査当局は背任と横領容疑で捜査している。彼女は強制送還される見通しだが、犯罪人引渡の裁判を申し立てた場合は半年から一年ほどかかる可能性がある[321]。
- 6月3日、セウォル号の船会社である清海鎮海運の実質的なオーナー兪炳彦が、政治亡命申請していたことが報じられる。匿名の人物が、韓国駐在の某国大使館に政治亡命を打診したが、大使館側は兪が刑事犯ということで、亡命申請を受け入れなかった[322]。兪炳彦が知人を通じて、政治的・宗教的な弾圧などを理由に亡命を打診した先は、カナダとフランスとされ、兪の一家が不動産を所有したり青少年研修施設を運営している国[323]。この後、韓国警察は、兪炳彦の外国大使館への亡命を阻止するため、各国公館の警備や近隣地域の巡回を強化している[324]。
- 6月3日、検察をふくめた合同捜査本部は、セウォル号の事故当日は休暇中で乗船していなかった、本来の船長（イとは別人）を業務上過失致死傷、業務上過失船舶埋没の罪で在宅起訴した。船会社である海鎮海運側から、セウォル号の乗務員に対しての訓練費は2000ウォン（200円）程度であったが、捜査本部は、船長が非常事態に備える訓練を実施しておらず、その乗務員達が事故当時、乗客を救助しないで逃げた責任を問い（乗組員が避難誘導しないで逃げたのは本来の船長が教育していなかったからとして）、同船長に業務上過失致死の容疑を適用したなどと説明した[325]。
- 6月4日、セウォル号の実質的オーナーである兪炳彦の義弟で、トライゴンコリア代表のクォン・オギュンを逮捕した。6月9日、仁川地方裁判所は、逮捕の理由を、代表であるクォン・オギュンの犯罪容疑が証明され、逃走と証拠隠滅の恐れがある、などと説明した。代表のクォンは、4日にソウル市内で緊急逮捕されたとされ、仁川地検特別捜査チームは6日、クォン・オギュンに対して、特定経済犯罪加重処罰法上の背任などの容疑で逮捕状を請求した[326]。
- 6月5日、韓国検察は、海洋警察がセウォル号内の乗客救出作業を行わなかったことに関連して、海洋警察庁の仁川本庁を含めた6ヶ所（西海地方庁、木浦海洋警察庁、珍島郡庁、彭木港の海洋警察状況室、珍島海上交通管制センター）を家宅捜索した[225]。
- 6月9日、合同捜査本部はこの日までに計37人を立件、27人を起訴、3人を在宅起訴した。（操船乗組員15人全員は殺人罪もしくは遺棄致死で起訴。業務上過失致死罪で船会社である清海鎮海運の7人、貨物業者の2人、運航管理者の2人を起訴。公務執行妨害（偽計行為）などで救命装備点検業者4人を起訴）[327]。
- 6月10日、韓国大統領の朴槿恵は「兪炳彦（ユ・ビョンオン）検挙のために検警と検察が多くの努力をしているが、逮捕できないのでは話にならない」「今までの検挙方式を再点検し、他の追加方法がないか、全ての手段と方法を検討し、必ず法の審判を受けさせなければならない」などと叱責した。同日の午後6時、最高検察庁次長は、警察や海洋警察幹部に加え、韓国軍、安全行政部、関税庁の関係者を加えた対策会議を行った[306][308]。
- 6月11日、検察と警察当局は、セウォル号を保有する船会社『清海鎮海運』の実質オーナー兪炳彦が創設したとするキリスト教系新興教団の施設、『錦繍院（クムス院）』を（5月20日に続いて）再び強制捜査し、兪の逃走経路や車両を提供したとして4人を、また1人を救急逮捕、さらに公務執行妨害疑いで1人を逮捕した。兪の逃亡支援の中心人物とされ、通称『ママ』と呼ばれる50代と60代の女性信徒の身柄は確保できなかった。捜索には計約6000人の機動隊（うち5000人は施設の周囲を固めていただけ）に加えて、消防や警察犬も参加、放水車や救急車などが待機し、ヘリを飛ばして逃走に備えていた。施設前では信者100人がシュプレヒコールを上げていたが、目立った混乱もなく、令状をだすと門を開けた。現地メディアは、兪が、密航仲介人に10億円で中国への密航を依頼していたとの情報や、通称『ママ』を含めた5人で逃亡している可能性を伝えている[307][308][328]。
- 6月13日、安城警察署は、セウォル号の船会社の実質的オーナーである兪炳彦の兄、ビョンイルを緊急逮捕した。不動産実名制法違反等の疑いがあるとされ、清海鎮海運からは顧問料として毎月およそ250万ウォン（約25万円）を受け取っていた。検察は取り調べの結果を踏まえて、14日に拘束状を請求する[329]。
- 6月13日、就航基準を満たしていないセウォル号に、海鎮海運から賄賂を受け取って就航許可を出したとして、監督官庁の木浦海洋安全審判院のトップを務めるパク・ソンギュたちを収賄罪で逮捕した[123]。
- 6月13日現在、合同捜査本部はセウォル号沈没事件に関連し、合計32名を起訴、6名を在宅起訴した。（この内訳は、イ・ジュンソク船長ら乗組員全15名を殺人罪や遺棄致死罪で起訴。業務上過失致死などで清海鎮海運の10名、救命装備点検業者4名、貨物業者2名、運航管理者2名、海洋警察2名、港湾庁職員2名、船舶検査機関（韓国船級検査員）1名）[330]。
- 7月1日、光州地方検察院は、セウォル号沈没当時の職務怠慢、公文書偽造、公共物破損の疑いで、海洋警察職員3名に、事前拘束令を申請したと伝えられる。海上交通管制センターが規則であった2名体制を事故当時には1名で行っていた他、現場海域の監視も怠っていたことが理由。規約違反は常習的に行われていた[227]。

### メディアへの影響
- 韓国のニュース専門ケーブルテレビ局「毎日放送」(MBN)[331] は4月18日午前6時、民間潜水士を名乗る女性が「海洋警察が民間潜水士の救助活動を遮断し、適当に時間をつぶしていけと言われた」「潜水士が船内にいる生存者の声を聞いた」と述べたインタビューを現場から生放送したが、それが事実ではない情報、もしくは確認のとれていない情報であったため、同局の報道局長が同日昼のニュースで謝罪した[332]。なお、その自称潜水士の女性については、過去に詐欺事件で捜査を受けたり、芸能人やスポーツ選手について虚偽の内容を流すなどしていたとされており、韓国のスポーツ紙では彼女の素性が詳細に記されるなどしている。4月20日、女性は警察署に出頭し、名誉毀損の罪により逮捕された[333]。
- セウォル号の沈没事故をめぐって、不適切な報道を謝罪する韓国メディアが相次いでいる。テレビ局JTBSは、事故当日の16日、救助され入院していた女子高校生に、友達が大勢死んだことを知っているか、などと質問し、生徒が泣き出す場面を放映して批判が集まり、番組で謝罪した。この女子高生は心的外傷後のストレス障害から、失語症になった[334][335]。また、現場から中継していた韓国SBSテレビレポーターが笑顔でいた場面が放映されてしまい、テレビ局側は乗客の家族や視聴者を傷付けたとして、謝罪した[336]。
- 各放送局は事故関連のニュースを報じ続け、バラエティー番組を自粛。政府の文化行事や映画関係のイベントも相次ぎ中止になっている[337]。
- 地上波3テレビ局とケーブルテレビでは、バラエティ番組、ドラマ、音楽番組などを相次いで放送中止とし、また映画界も4月18日迄に予定されていた全イベントをキャンセルした[338]。
- 5月4日、韓国放送公社 (KBS) 報道局長の金時坤（キム・シゴン）が「沈没事故の死者は交通事故で死ぬ人の数を考えれば多くない」と発言したとインターネットメディアに報じられた[339]。これに怒った遺族が5月8日、KBSに抗議に訪れ警官隊と一時もみ合った後、5月9日から朴にこの報道局長の解職も求め、大統領府前で座り込みを開始した。金時坤は発言は事実ではないとしている。また、高校の近くの合同焼香所を8日訪れた別のKBS幹部2人が遺族から暴行を受けたと主張している[340][341][342]。金時坤は5月9日午後、「発言は事実ではない」としながらも、「報道の独立性を守れなかった責任を取る」として辞意を表明した。KBS社長の吉桓永は、遺族に「極めて不適切だった」と謝罪した。遺族は謝罪を受け、座り込みを終了した[343]。なお、金時坤は吉桓永に、「権力の目ばかり気にしている」と非難し、共に辞任するよう要求した[344]。
- 5月16日までに、中央日報は政府発表を十分検証せずに不正確な乗船者数を伝えたと謝罪した。KBSも、被害者家族への配慮が欠け、事故発生時の報道にも誤報があったと謝罪するなど、韓国の各メディアの謝罪が相次いでいる[345]。
- 5月19日、韓国放送公社 (KBS) が青瓦台の要請を受け、政府寄りの報道をしたとの疑惑がもたれるなか、同社の労働組合員およそ200人がスクラムを組んで、社長である吉桓永の出勤を妨害、このさい警備員らと激しくもみ合い、社長の乗っていた車のフロントガラスを割った。このため吉桓永は出勤を諦めた[346]。
- 5月29日、KBS理事会は、吉桓永の解任の是非を問う表決を来月5日に延期するとし、吉桓永の退陣を求めていた同社の労組が同日午前5時からストライキに入った。1労組は技術系や経営職などが加入しており約2500人、新労組には記者やプロデューサーらが加入しており約1200人が所属しているとされ、両労組が同時にストを行うのは初めてだ。韓国地方統一選挙やブラジルワールドサッカーにも影響が出る[347][348]。
- 6月5日、韓国放送公社(KBS)の理事会は、社長である吉桓永の解任を可決した。吉桓永は、大統領府である青瓦台の働きかけで、セウォル号沈没事故での政府批判を自制する指示や番組介入をしたとされ、これに反発するKBS新労組と第1労組がストを決行していた。KBSとMBCを合わせると、公営放送の社長が解任されるのは3度目。KBSは、数日以内に大統領の朴槿恵に社長の解任を要請し、大統領がこれを受け入れれば、公募によって新しい社長を選ぶ手続きに入る[349][350]。
- 7月7日、韓国の国政調査特別委員会は、韓国放送公社（KBS）と文化放送（MBC）の報道について問題点を協議をした。当初行われた「全員救助」の報道について、KBSは、他の放送局が訂正した後も放送し続けたことが与野党から批判された。また、KBSは災害放送準則を破ったとの指摘もあった。MBCは、現地の取材班から「多くの人が閉じ込められている」との報告があったにもかかわらず、誤報を放送し続けた[351]。

### 各方面への影響

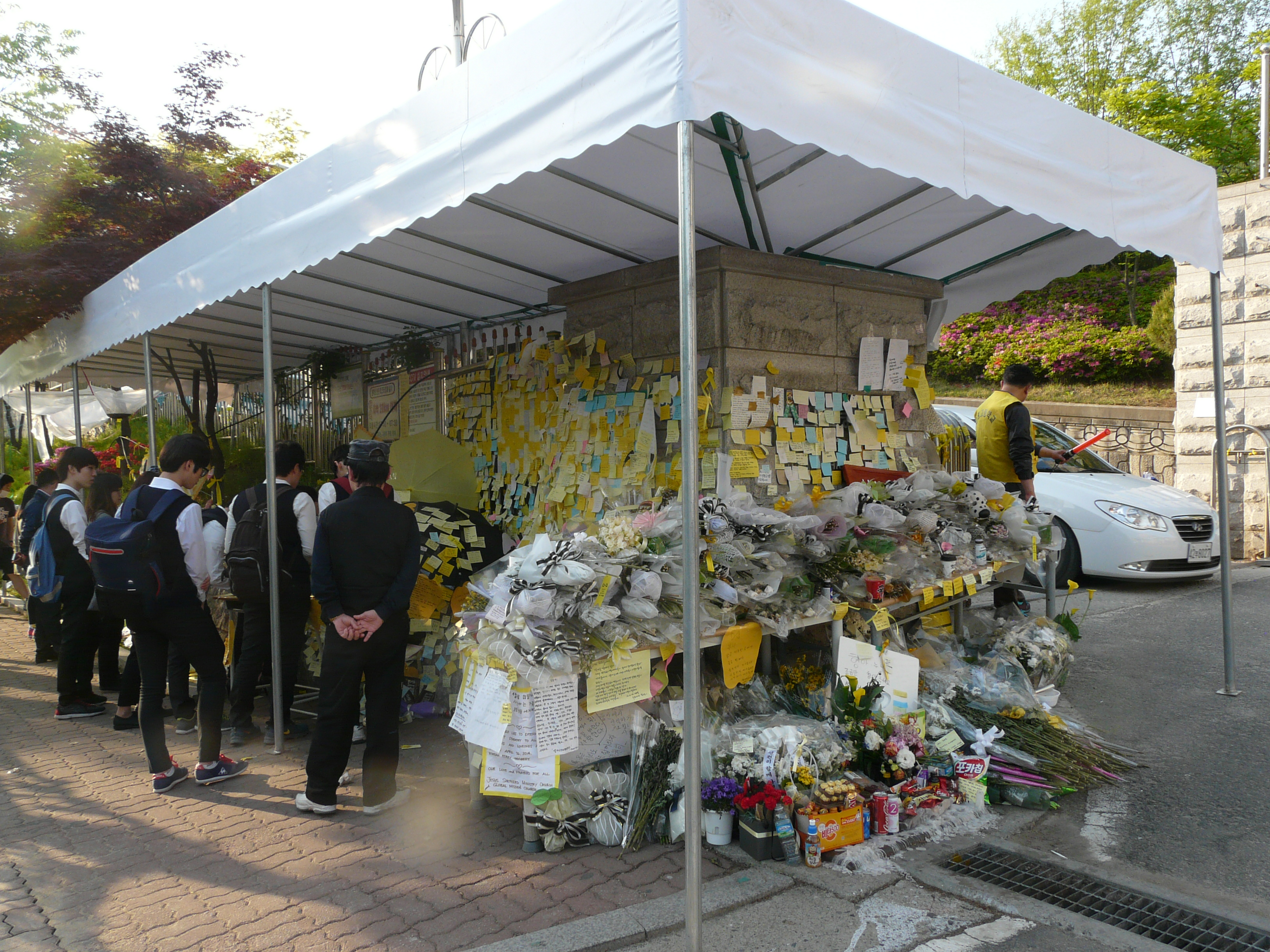
檀園高等学校の近くに設けられた追悼所

- 沈没事故当初、韓国国内では、セウォル号が日本で建造された船といった指摘や、韓国での修学旅行自体が、日帝植民地時代に朝鮮半島を自虐し列島を敬うためのもの、日帝の残滓、日帝時代に形成されたこのような弊害を払えずにいる、などといった批判がなされた[352][353][354][355][356]。またネット上では、修学旅行制度の廃止が呼びかけられ、署名運動が始まった[357]。
- 事故後、SNSや、行方不明者の家族の携帯電話の電子メール、SMSなどに、行方不明の高校生を名乗って救助を求めるメッセージが多数書き込まれた。韓国の警察は、行方不明者の携帯電話の利用記録を照会した結果、事故が起こった16日以降にメッセージが送信された記録がなかったことから、これらは全て行方不明者を装った偽者と発表した。警察は、悪質な悪戯として捜査している[358][359][360]。4月27日までに、警察は18人を摘発、半数近くが10代の若者であった[361]。また、服を着たまま浴槽に沈んだ画像を投稿したイタズラと思われる例もあり、世間でひんしゅくを買った[362]。
- 17日にソウル市内のファジョン体育館で行われた大学バスケットボールリーグ、高麗大学校対延世大学校戦では、両チームの選手たちが試合前に黙祷を行い、試合会場にはセウォルの乗客の無事を祈るボードが掲げられた[363]。
- 4月19日、セウォル号から大量の燃料油などが流出して、周辺海域に油膜が発生している。海洋警察は23隻の船艇を現場に派遣して作業にあたっているが、拡散防止フェンスが設置できていないとみられる。周辺にはアワビやワカメの養殖場があるとされ、被害が懸念される[364]。4月25日、燃料油などの流出による2次被害が憂慮されていることが報道される。対策本部によると油膜の幅は50mに及び長さは2kmとされ、事故現場から北西方向に移動している。セウォル号は合計203tの油を積載していた[365]。
- サッカーKリーグでは、4月19、20日に試合を開催する予定のKリーグクラシック（1部リーグ）とKリーグチャレンジ（2部リーグ）の全チームに「過度な応援は自粛してほしい」と呼びかける公文書を発送した[363]。多数の生徒が乗船していた安山檀園高等学校のある安山市を本拠地とするKリーグチャレンジ（2部リーグに相当）・安山警察庁サッカー団は、2014年4月20日に予定されていたホームゲームを延期した。
- 韓国プロ野球でも、事故発生1-2日後から長期間音響などを駆使した派手な応援活動を自粛し、2014年6月10日より再開した。
- 4月23日、韓国ソウルで行われるAFCチャンピオンズリーグのFCソウルと北京国安足球倶楽部の試合について、FCソウル側から、沈没事故を理由に中国側のサポーター側に応援の自制を要求したことで、中国サポーター側が激しく反発した[366]。試合後、韓国側のメディアが、応援していた中国サポーターに対し韓国の心情を考慮していないと批判したために、中国メディア側も「近年ALCでの中韓戦は悪意に満ちた報道がある」「北京国安のサポーターは自国を応援してただけ」「韓国側もFCソウルを応援していた」「中国側だけを批判するのはおかしい」などと主張した[367][368]。
- この事故の影響で、小・中・高全ての学校で修学旅行や遠足の取り止めが相次いでいる。船舶を使用せずともバスによる遠足であっても保護者の不安感を取り除くことができず、遠足の実施を反対した保護者の割合が8割にも上った。また、韓国全体に修学旅行に対する自粛ムードが広がっており、すでにほとんどの修学旅行の予約がキャンセルされた[369]。韓国の教育部は4月21日、7月までの1学期の間、修学旅行を全面的に禁じる処置を実施した[370]。
- 今回の海難事故の影響により、百貨店の売り上げが前年比で1.6%減。ディスカウントストアでも前年比2.5%減という経済打撃が指摘されている。特に影響のある分野では、前述するテレビにおける様々な娯楽番組が自粛されたことにより、テレビショッピングの売り上げが前年比10%減、映画館の観客動員数が事故前の週末と比較して30%近い減少、その他にもホテルのキャンセルも相次いだため、観光業にも打撃が大きい。また、事故現場に近い京畿道安山市では、様々な分野で前年比30%減となっており経済の落ち込み幅が特に大きいことが指摘されている[371]。また、韓国総合株価指数が4月23日から5月2日までに7取引日連続して下落し、2000ポイントを割り1900ポイント台にまで低下しているほか、消費者心理指数の見通しも暗く、韓国経済が一時的な不況に陥る可能性が出てきた事が指摘されている[372]。
- 5月2日午後3時32分頃、ソウル地下鉄2号線の電車に後続の電車が追突し、追突された電車の2両が脱線する大事故が発生したことが、各メディアで報じられる。乗客1000人の殆どが転倒し、240人余りが負傷、うち3人が骨折などの重傷を負った。この際、反対方向の線路の電車の停止処置や線路脇の送電を確認するため、車内では、乗客に待機を求めるアナウンスが流れたが、乗客達は、客室内の非常用ドアコックを操作してドアを開けたり、窓を割ったりして、反対方向の線路の側へと避難していった。韓国国内外のメディアは、セウォル号の影響から、韓国人が指示を信じず、勝手な行動をとるようになったと考察している。幸いにも反対方向の線路に電車が来ることはなかった[373][374][375][376]。
- 5月8日、全国教職員労働組合（全教組）は、沈没事故で犠牲になった檀園高校の生徒達を、民主化運動で犠牲になった金朱烈や朴鍾哲に例える動画をウェブサイトに掲載し、君達が江南の裕福な親の下に生まれていたら、こんなに救助が遅れただろうか、などと主張している[377]。
- 5月9日、女優チョン・ヤンジャが、（5月8日現在）出演しているMBC連続ドラマの降板が決まった。前会長のユ・ビョンオン一族の系列会社代表を務め、またユが指導者を務めているキリスト教福音浸礼会（通称：救援派）の中心人物とみられている。近く出頭を求め、事情聴取する方針[378]。
- 5月11日、沈没現場近くでの中国漁船団による不法操業が報じられる。中国漁船が韓国の排他的経済水域で操業するためには、事前漁業許可証が必要だが、これを偽造して操業している。現場での漁船取り締まりは、木浦海洋警察署が担当が、同署の警備艇20隻の全てが沈没現場に投入されているため、一部の中国漁船は昼夜を問わず領海を侵犯し、違法な操業を続けている[379]。この時期に韓国の排他的経済水域で活動が認められている中国漁船は500隻程度が、今年は800隻以上が確認されている。海洋警察の説明によると、増えた300隻近くの大半は、無許可の違法操業船だと推定している。中国漁船は、底引き網漁や規格より間隔が狭い網を使った刺し網漁船で乱獲しているとされ、地元漁民達は、魚が枯渇しないかと心配している[380]。
- 5月11日、明声教会の牧師は、日曜礼拝の説教で、神が公然とセウォル号を沈めたのではない、はじめ神は国を沈没させよう（滅ぼそう）としたが思いとどまり、幼い学生たちを沈めて、国民に機会を与えた、などと述べた。18日にもセウォル号は韓国国民の姿をしているなどと述べ、セウォル号と海洋警察のせいで大統領府や政府機関の批判が止まないが、こういう批判をしてはならない、私達は問題の全てを解決できない、などと述べた。同月2日に大統領の朴が宗教団体の指導者を招いた懇談会にも、この牧師は出席していた[381]。
- 5月17日、ソウルの清渓広場で、セウォル号の犠牲者を追悼する大規模な集会が行われた。参加者は警察推定1万1000人（主催者側発表5万人）、実際の内容は政府糾弾的な性格が強かったとされ、犠牲者遺族は参加しなかった[382]。
- 5月23日、4月の地上波テレビCMの執行額は、前年同月比22.3%減の1438億ウォン（約143億円）であった。セウォル号沈没事故により、予定されていたCMが自粛されたことに加え、景気の低迷により企業が広告費の支出を減らした事、さらに2月に行われたソチオリンピック関連の業績が予想を下回った事などが原因。沈没事故の1ヶ月後以降は回復傾向にある[383]。
- 6月11日、大韓航空は、ソウル・仁川空港と秋田空港、大分空港とを結ぶ国際定期便を、7月から10月まで運休すると発表した。日本人の観光客離れに加え、セウォル号沈没事故の影響によって修学旅行先の変更が相次いだことが原因。秋田便が7月26日-10月25日、大分便は7月4日-10月24日とされているが、その後は未定であるとされ、動向をみて判断する[211][384][385]。
- 6月18,23,27日に実施された2014年FIFAワールドカップ・韓国代表戦の街頭応援は、2002年・2006年・2010年にも同様の応援が実施されたソウル市庁前広場がセウォル号事故の犠牲者の追悼会場となっていたため、光化門広場に会場を変更した。

### 事故後の清海鎮海運
- 会長ユ・ビョンオンの家族は重要参考人として韓国からの出国を禁止されているが、ユ・ビョンオンの次男は禁止の措置が下る前にすでに出国していたことが判明した[386]。韓国検察は彼に対し4月29日までに帰国して調査に協力せよと要請したが無視されたため、改めて5月2日までに出頭せよと通知した[387]。しかし5月12日になっても次男は姿を現さず、更に同日にはユ・ビョンオンの他の息子や娘も相次いで行方をくらませていたことが判明した[388]。うち長女はすでに出国している。
- ユ・ビョンオンが入信している（幹部である）救援派の信徒は、清海鎮海運のオーナーであるセモ・グループに対する捜査を救援派への巧妙な弾圧だとして抗議している。救援派は1990年代に敵対者の暗殺や死者を出す過激な示威運動を繰り返したことから、清海鎮海運の関係者が彼らの報復を怖れて検察の捜査に協力したがらない[389]。
- 清海鎮海運はセウォル号の店舗でアルバイトをさせるために雇った2人の若い男性（どちらも死亡）の遺族に対し、葬儀費の支給を拒んでいる可能性が指摘されている。これについて事実であれば非正規社員に対する人権侵害であるとして政府機関が調査に乗り出した[390]。
- 5月21日、セウォル号の運航会社である清海鎮海運は、銀行からの借り入れの一部を期日までに返済できなかったとして、破算手続きに入った。沈没事故による304人の死者・行方不明者に対する補償や賠償金の支払いに加えて、総額数百億円相当船体引き揚げ費用も請求される可能性があると指摘されている。韓国政府は、清海鎮海運が破綻しても、実質のオーナであるセモグループ元会長の兪炳彦や、その一族の財産を没収し、補償などに充てることを検討している。ただこのような超法規的な措置が、兪とその一族の海外資産にまで適用できるかには疑問がある[391][392]。

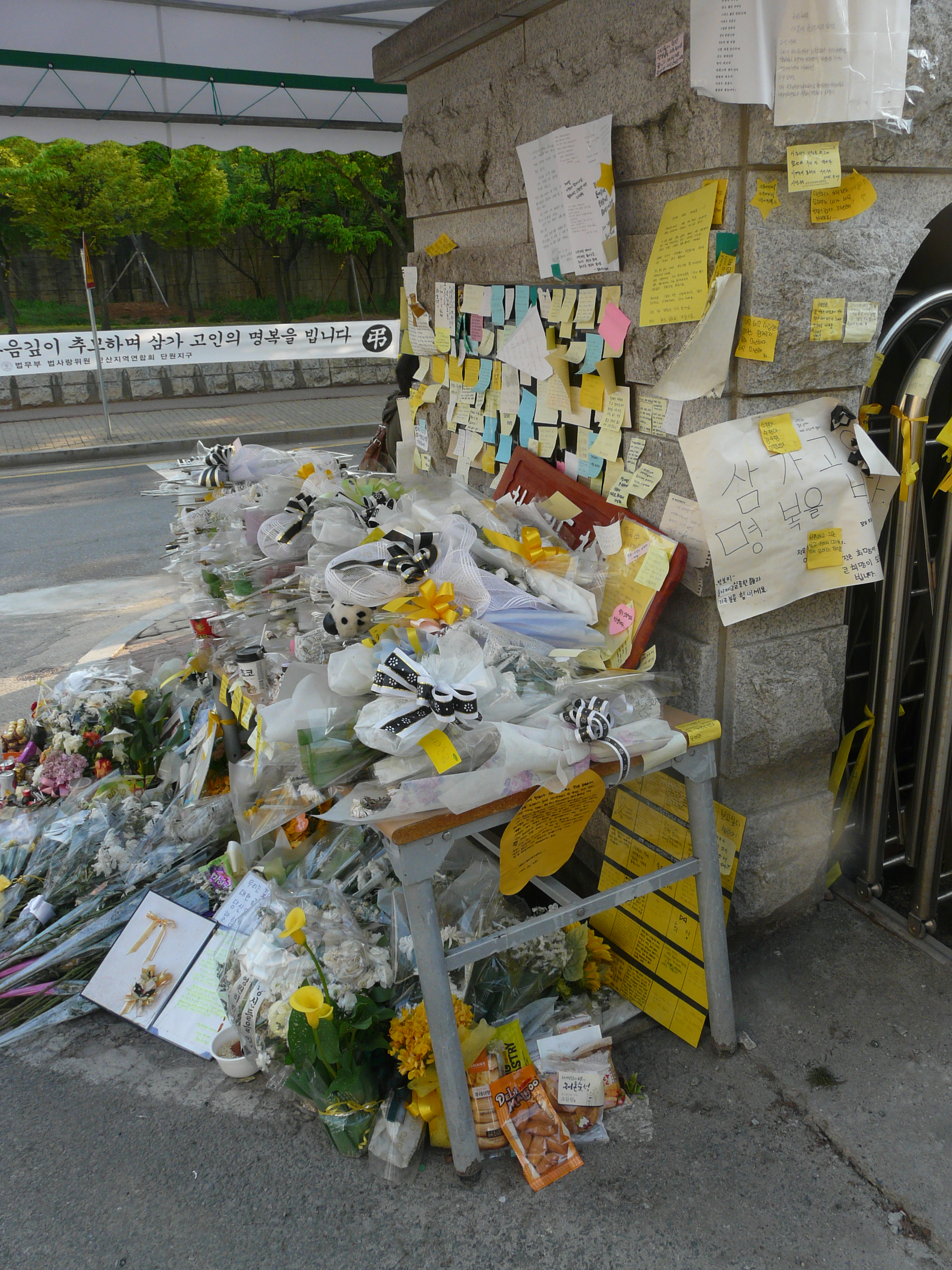
檀園高等学校の校門にて。生存への願いや亡くなった生徒に対しての哀悼など無数のメモが貼られ、献花されている[393]。
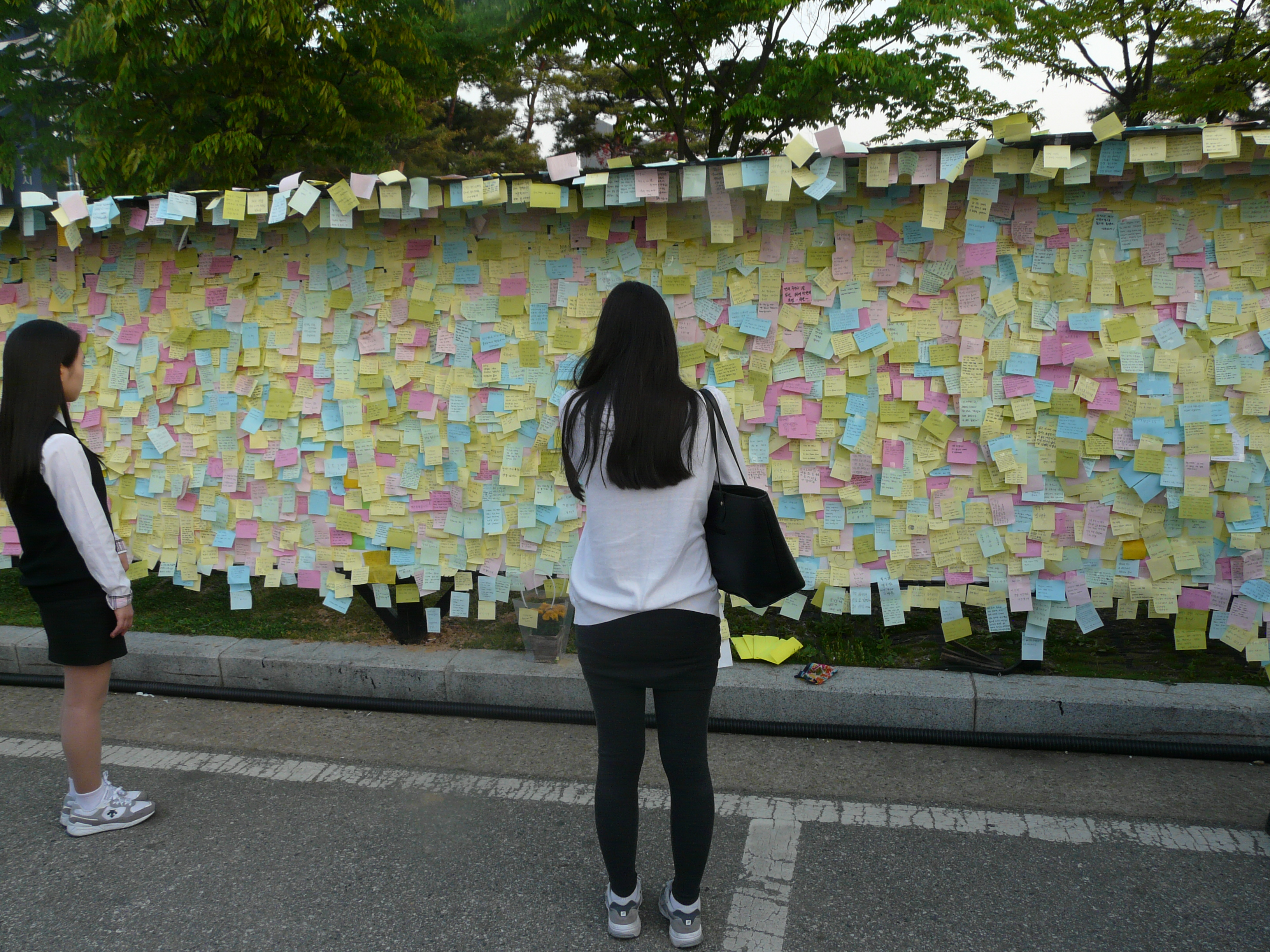
校門前に貼れなかったたくさんのメモが校内や校外にも貼られている。
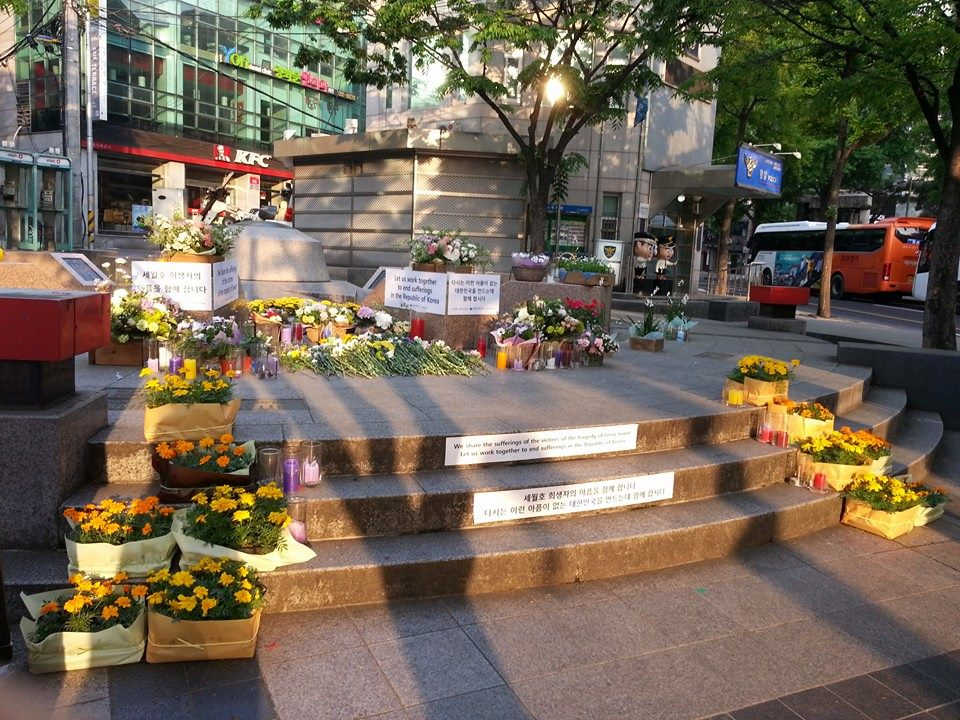
市街地における犠牲者に対する献花。
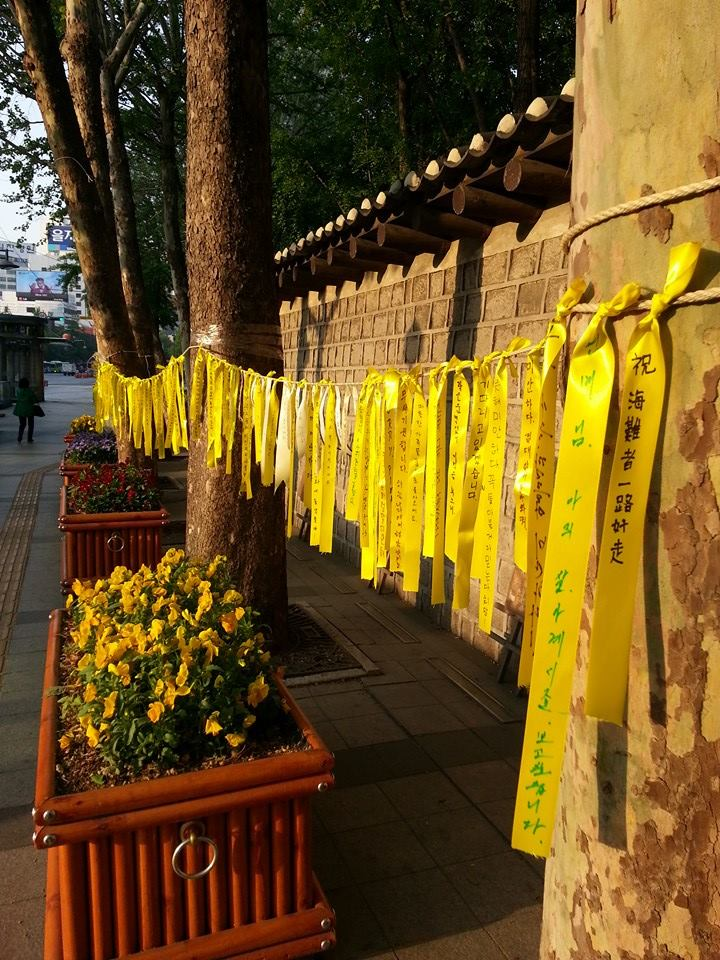
戻ってくる事を祈る意味で韓国全土に黄色いリボンを結ぶ運動が広がった[394]。
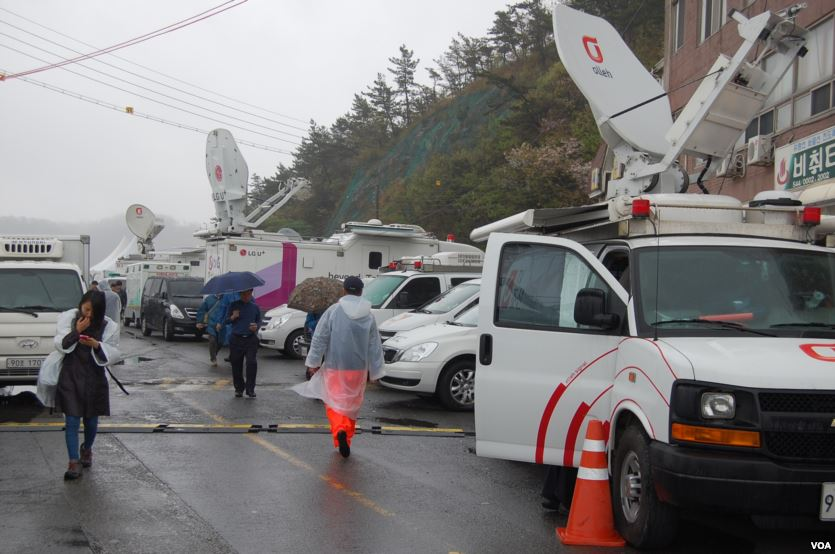
世界的な大惨事を伝えるべく集まった各メディアの車両。
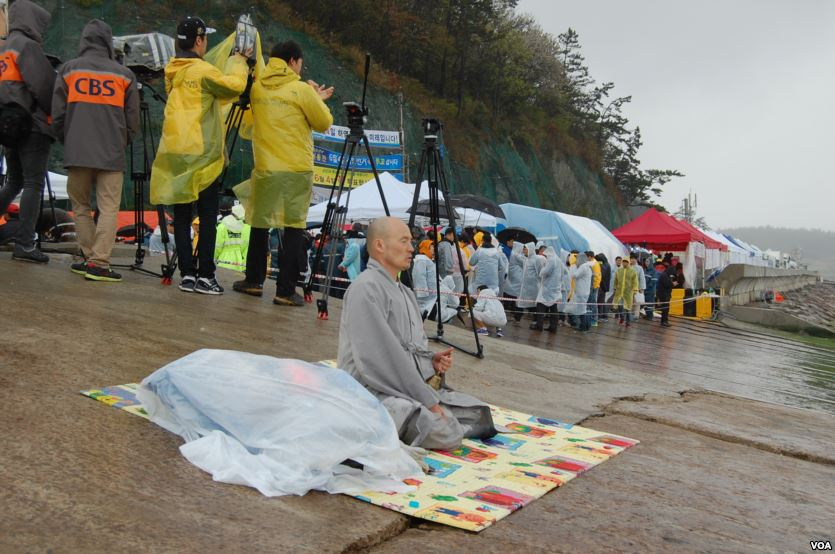
沈没したセウォルに向かって祈祷する僧侶。

## 被害者家族
行方不明者の家族らは珍島にある体育館で寝泊まりし、捜索の進展を待ち続けている。
- 4月22日、16日は394人だったボランティアの数が、20日には2350人になったと報道される。カウンセリングが受けられる他、18日には電話回線が6本引かれ、食糧や生活必需品の段ボール59万箱分が届けられた[395]。また、薬剤師約200人が交代でボランティアに参加し、症状にあわせて薬を無料で配布している。彭木港では数十のテントが並び、企業も加わり様々なサービスを提供しており、キムチや炊き出しのチゲ、応急診療まですべて無料で提供されている[396]。
- 行方不明者家族側から環境の改善を求めていることが報じられる。館内は24時間照明がつけられたままで眠れず、仕切もなく、複数のカメラに撮られており、プライバシーが守られていないないと言う。また、シャワールームも2つしかなく、体育館外のトイレは不衛生な時も多い[397][398]。
- 行方不明者の保護者代表が、被害者とは無関係な選挙予備候補者であったことが報道される。代表のソンは「代表は、（被害者の）親からお願いされて、一時的にお預かりしたもの」などと釈明した。その後、22日に離党した。ソンは17日に、朴が体育館を訪れたとき、司会を務めていた[399][400]。
- 4月19日、珍島の体育館で、潜水士が撮影した捜索海域の映像が上映され、速い潮流で捜索が難航している状況に理解を得ようとした。しかし上映後には、カメラが船内に入れていない、などの怒号が飛び、居合わせた海洋警察に殴りかかった男性がいた[401][402]。
- 4月21日、生存者家族と遺族との衝突が報道される。病院内を患者衣姿でいた学生を見かけた行方不明家族が、「うちの子はいったいどこへ行ったんだ」と言い放ち、すぐに学生の保護者も、「うちの子は罪人か、なぜうちの子に文句を言うのか」と対立したが、病院関係者によって制止された。病院内に葬儀場と病室が存在するためだと考えられている[403]。
- 4月23日、中国メディアで、韓国社会の服従文化が原因で逃げ出す機会を失い、被害が多くなったとの指摘が報じられる。このなかで行方不明家族の母親の発言として、言うことを聞かない子どもが生きて帰り、聞き分けのよい子が行方不明になってしまった。他の保護者とも話したが、知らない大人や先生の言うことは信じるなと教えるべきだったかもしれない、などとする意見があったことが紹介された。別の母親からは、船員が逃げ出したことを前提に、これでどうして大人達が信じられるのか、危機のとき、大人の言うことを聞くようにと教えるべきか、聞かないように教えるべきか、どちらか分からない、などと嘆いた[404]。
- 4月24日、行方不明者の家族らは、捜索の進展がないことに業を煮やし、彭木港にある家族対策本部の海洋警察庁次長に猛抗議をすると、李海洋相と海洋警察庁の金錫均長官を床に座らせ、籠城した。一部の家族は、無線機を奪い取り、「全人員を動員しろ、長官命令だ」、などと叫んだ[405]。
- 4月27日、珍島の室内体育館前でボランティア活動をしていたケバブ屋台が、雰囲気が合わないなどの抗議を受けて撤収した。ケバブ屋は珍島郡庁から活動許可をもらっていたが、活動できたのは5時間足らず。店の前には、セウォル号沈没事故で犠牲になった方々のご冥福をお祈りします、行方不明者が無事に帰還することを切に願っています、などと書かれた横断幕を掲げていた[406]。
- 4月29日、犠牲者の遺族対策委員会は、私的組織や市民団体の行っている寄付・募金活動は、（セウォル号）遺族の意志とは無関係だ。（我々の）同意していない寄付・募金を直ちに中止してほしい、などとした声明を出した。また、閣僚会議の場で非公開に朴が謝罪したことについて、真の謝罪ではないと主張した[407]。
- 5月1日、韓国移動電話各社は、被害者とその家族を対象に、4月から5月分の携帯電話料金の免除を決めたとする。分割払い金残額や解約・機種変更の違約金も対象[408]。
- 5月5日、行方不明者家族や遺族が集まる港や体育館に、無関係な市民が押しかけ、被害者家族を装いながら備品を盗んだり、食事をするなどの問題が報道される。寝具や手ぬぐい、美容品、非常食の持ち帰りや、トイレットペーパーの紛失なども相次ぎ、関係者を装いたびたび救護用品を盗んでいた男には、拘束令状が出された。この他にも記念撮影をするカップルや、好奇心で行方不明家族に近づくなどの行為がある[409]。
- 5月11日、韓国政府は中央災難安全対策本部会議を開き、事故犠牲者家族の1世帯当たり85万3400ウォン（約8万5000円）の生活費と、家族1人当たり42万ウォンの救護費が支給されることになった。高校生のいる世帯は学費として70万200ウォンが追加支給される。生活安定資金とは、災難及び安全管理基本法に基づき、被災者家族に2か月分の生活費を支援する制度[410]。
- 5月19日、情報保安課に所属する刑事が、セウォル号の遺族の一行を尾行し、摘発された。警察庁長の崔東海は尾行について謝罪。安山檀園警察署が遺族の同意を求めずに刑事を配置したことについても認めた。遺族は不法査察だと反発している。崔は、家族移動での安全問題に備えた。職員が上手く対処できなかった、などと釈明したが、刑事達は身分を隠して尾行しており、尾行を怪しむ遺族から尋ねられたときも、警察ではないなどと嘘をついた[411]。
- 5月20日、セウォル号の沈没事故で行方不明となっている教師らの給与の支払いをめぐり、教師の家族が、事故後の5月分の給与が支払われていないとして、京畿道教育庁および学校側に抗議した。京畿道教育庁側は、修学旅行中の事故での行方不明のため、有給状態にあるとして、支払いを認めたが、行方不明教師らが遺体で発見された場合、給与を回収するかの問題が発生した[412]。
- 5月23日、社会福祉共同募金会によると、サムスングループが150億ウォン（約15億円）を寄付したのを始め、現代自動車グループが100億ウォン、SKグループが80億ウォン、LGグループが70億ウォン、韓進グループが30億ウォンを寄付した[413]。韓国での寄付は金持ちの義務とされ、過去の災害でも有名人らに巨額寄付を出す流れができると、寄付しない者は批判にさらされる。今回の財閥の寄付についても、企業イメージを守るためには必須の支出であった[414]。
- 5月27日、セウォル号で被災した娘の保険金5,000万ウォン（約500万円）の半額に当たる2,500万ウォンを、12年前に離婚していた元夫が、元妻の知らぬ間に受け取っていたことが報道される。元夫は離婚してからの35か月間の生活費30万ウォンを支払っただけで、その後は養育に一切寄与しておらず、再婚もしていた。安山檀園高学生と教師たちが団体加入していた東部火災団体旅行者保険の死亡保険金1億ウォン中5000万ウォンも、元夫に支給されるところであるとされ、元妻は保険会社側に連絡して元夫に保険金を支給するなと頼んだが、現行法では元夫の受領を防ぐ手立てはない。ある遺族は、離れていた実の母親・父親による保険金問い合わせが増加しており、今後紛争が増えるだろう、などと話した[415]。
- 6月11日、セウォル号沈没事故で高校生の息子を失った母親が、法律事務所の支援を受け、国とセウォル号の船会社である清海鎮海運を相手取り、3000万ウォン（約300万円）の損害賠償を求める訴訟を起こした。法曹界側の説明によると、母親は、セウォル号は無理な増築による欠陥に加えて、乗務員の過失があり、さらに貨物の過積載とバラスト水の不足とが重なって、急激に復原力を失って沈没したなどとし、さらに船会社である清海鎮海運はセウォル号の乗組員に安全教育などを行っておらず、国も運航の管理と許可とが杜撰であったと指摘、その上で、修学旅行に出た息子が理不尽な事故で亡くなった精神的な苦痛は言葉にできない、などと訴えている[416]。この起訴に対し、男子生徒を養育してきた父親側は、「母親は離婚してから8年もの間、一度の連絡さえよこさなかったのに、今になって分け前を狙うかのような行動を取っている」などと怒りを露わにしている[417]。

## 関連事件
- 修学旅行を引率し、自らは救助されていた安山檀園高等学校の教頭が、4月18日夕、珍島の山林で遺体で発見された。珍島警察署によると、首を吊った跡があったことから、自責の念に駆られて自殺を図ったとみられる[418]。所持していた財布からは遺書が見つかっており、「200人の生死が分からないのに、1人だけ生きるのは辛い。自分にすべての責任を負わせてほしい。自分が修学旅行を推進した」など自責の念が記されていた[419]。朝鮮日報によると、教頭は17日、ある保護者が校長に対して「何で教頭は生きて帰ってきたのか」と抗議する場面を目撃し、その後行方が分からなくなっていた[420]。
- 4月19日、救援現場の動画が見られるという触れ込みの詐欺メールが出回っていることが報道される。メールのリンクを開くと、ウイルスにより個人情報が盗まれる。韓国政府は詐欺メールに騙されぬよう警告した[421]。
- 4月19日、行方不明者家族に、「金を出せば救出してあげる」などと持ち掛ける詐欺が横行している。民間潜水業者の関係者と名乗る人物が、「1億ウォン（約990万円）出せば子供達を船から救い出す」などと持ちかける事例がある[422]。
- 4月21日、行方不明者家族に支給される救援物資を狙った窃盗が報じられる。17日、進歩体育館に現れた40代らしき男性3人を、ボランティアが追いかけて発覚した。警察に引き渡そうとすると、男は跪いて祈りだした。ボランティアによると、一般の人が空の袋を持ってきては、袋いっぱいにして持ち帰っている。このため物資は足りない[423]。
- 4月23日、寄付金の名目で3人からおよそ400万ウォン（約40万円）をだまし取ったとして、光州地方裁判所から、パクに拘束礼状を出した。パクは、事故現場に食品納品する場合は、寄付金が必要などと嘘をついた[424]。
- 4月25日、セウォル号の死者数について賭けている違法賭博サイトが登場し、警察がモニタリングを強化した。違法サイトでは特定の日と日時を決め、その時刻までに発見された死亡者数合計が「多い（High）、少ない（low）」かを賭ける仕組み。警察庁サイバーテロ対応センターは、ギャンブル産業の統合監督委員会などの関係機関に、監視を強化するよう要請した[425]。
- 4月25日、檀園高校の負傷者の治療にあたっている高麗大学安山病院に、爆破を予告する内容のメモが届いた。メモには、学生の弔問を拒むなら、病院は爆弾で襲撃されるだろうなどと書かれており、心理的影響を考慮し、負傷者が犠牲者の追悼行事に参加することを禁じていることが原因。病院近くの地下鉄周辺でも同じ内容の紙が10枚以上見つかった[426]。
- 4月27日、全羅南道珍島警察署は、虚偽の行動で救援物資を奪った疑い（詐欺）で李某に対し、拘束令状を申請した。李は自家用車に乗って珍島に訪れ、行方不明者の家族として、布団2枚、毛布2枚、寝袋1個、コート、スポーツウェア、下着、洗面用具、カップラーメン、歯磨き粉など、様々な品物を受け取っていた[427]。
- 5月5日、70歳の男性が遺族から暴行を受けたと報じられる。焼香所の入り口付近で、マスクをした遺族らが抗議のプラカードを持って活動していると、これを見た男性が、政府が何か間違ったことをしたのかと抗議をして言い合いになり、男性が再び叫びながら焼香所に進入したため、怒った遺族らから暴行を受けた。警察は年寄りの行方を追っている[428]。
- 5月8日、韓米海軍の合同軍事訓練のために航路を変更したことが、セウォル号沈没の原因だなどと書き込んだネットユーザーが逮捕された。韓米海軍は合同軍事訓練中なるスレッドを立て、国立海洋調査院のホームページで公開されていた、事故当日の海上射撃訓練区域を含む航行警報地図を添付していた。警察は、セウォル号が沈没した4月16日には射撃訓練が行われてないとし、ユーザーの指摘内容を否定。海軍は26日、虚偽の文章によって名誉が毀損されたとして、告訴状を出していた[429]。
- 5月18日、韓国の東大門警察署は、犠牲者追悼集会に参加して連行された6人の女性に対し、自殺を防ぐためなどとして、ブラジャーを脱がせ、その後の2日間、下着を着けない状態で取り調べを行った。東大門警察署によると、身体検査を担当した女性警察官は派出所から捜査課に配属されて日が浅かったなどと説明、その上で、関係者を厳重に処罰すると説明した[430]。
- 5月19日、先月21日、フェイスブックに、「似た事件が起きても理性的に対応する他の国家事例とは別に、我が国の国民は、大統領が出向いて最大限の努力を尽くすと話しても大声で罵り、国務総理には水を浴びせる。大統領が神のようになり全てのニーズに応えるのを期待するのは到底不可能だ。国民が集まって国ができる、国民が未開だから国家も未開なのではないか」、などと書き込みをして激しい批判を受けた、与党セヌリ党の鄭夢準の次男が、名誉毀損の疑いで告訴された。告訴した遺族はその理由について、文章の流れから遺族が未開だと言ったことに等しいなどと主張、議員の鄭が謝罪して有耶無耶になっていたが、過ちを犯した責任をとらなければならない、などと説明した[431][432]。
- 6月3日、救助責任者が発見された遺体の収容を止めているなどと、虚偽の情報を流し、海洋警察などの名誉を傷つけた30代の会社員に、懲役1年の実刑判決が出た。被告のキムは、自分名義のスマートフォンを2つを利用し、海兵隊の友人を自演してカカオトークでの対話を装い、自分自身に「海洋警察などの救助担当者が遺体の収容を妨げている」などと書き込み、この内容を海兵隊の友人との会話として、インターネット上にも掲載した。警察に出頭した容疑者は、知人と共謀したなどと嘘をついていたが、追及されると単独犯であったことを認めた[433]。
- 6月24日、5月31日のセウォル号沈没事故犠牲者追悼集会後、ソウルの世宗大通りを占拠してデモを行い、これを制止しようとした鍾路警察署の義務警察官を、自らのハイヒールで殴打、12針縫う大怪我を負わせたとして、47歳の女性を逮捕した。当時女は、自分も警察に怪我を負わされたと主張し、病院で治療を受けさせるよう要求したため、連行されていなかった。警察は目撃証言から女を立件した[434]。
- 6月26日、事故の裁判を受けている操機長の娘が、自殺しているのが発見された。警察の発表では、遺書にはセウォル号や父親に対する言及は無く、公務員試験に落ちたのを悲観する内容だった[435]。

## 裁判
- 6月10日、セウォル号沈没事件での初公判が光州地裁201号大法廷で始まり、船長のイを始め、1等航海士、2等航海士、機関長、3等航海士、操舵手等、乗客を捨てて脱出した乗組員15名が出廷した。イは遺族の視線に及び腰になり、国選弁護人の背に隠れるような仕草をし、3等航海士と3等機関士は、泣き出しそうな表情で肩を振るわせ、その他の乗組員達は無表情であった。船長のイの国選弁護人は「怪我をした状況でも可能な救助措置を行い、海洋警察によって最後に救助された」などと主張したとされ、過失以上の責任を問うのは不当であると主張。2等航海士の弁護人は「事故当時、海洋警察すら船内へ進入できなかった状況で、乗客の救助が可能であったか疑問である」「海洋警察の指示に従って退船した」などと主張した。イ被告ら主要人物の4人は、殺人罪（乗客に船内で待機するよう指示、避難誘導などの措置を取らず、乗客よりも先に脱出したとして起訴されている）。残りの11人は刑事上の過失（遺棄致死）などの罪に問われている。裁判の争点は『未必の故意による殺人（不作為の殺人罪）』であり、仮に殺人罪が成立すれば、船長のイ・ジュンソクら4人の量刑は、最高で死刑になると予想されており、もし仮に殺人罪を裁判所が認めない場合は、イは最高刑で無期、残りの船員3人は最高刑で懲役45年になると予想されている[436][437][438][439]。
- 韓国の裁判は、国民参与裁判（陪審員裁判）と裁判官による一般裁判の2通りがあり、被告側が選択できる。韓国国民の処罰感情が強いため、被告らは裁判官を選んだと考えられている。初回公判はセウォル号の操船乗組員であった被告15人に対し、検事4人、弁護士7人、これに被害者の家族、被告の家族、一般傍聴者、被告の家族、取材陣などで約170人（被害者家族はうち105人）が出廷していた。（被告らを全員に廷内に収納するため、被告・弁護側の座席を8席から24席に、検察側の席も4席から6席に増やした。また公判が開かれる主法廷の105席に加え、204号補助法廷にも74席が用意され、設置された大型スクリーンで生中継されたという）地裁では原則で週1回ずつ、この裁判を継続していく[440][441][442][443]。
- 開廷前、韓国国内外からの多くの取材陣が集まる中、遺族や行方不明家族達は「お前は人ではない。ケダモノだ」などと書かれた横断幕を用意して憎しみの感情をしめしたとされ、死刑を求めるプラカードを持った遺族達の姿もあった。また「おまえら人間か。獣以下の○○」などと書かれたプラカードを法廷内に持ち込もうとして、地裁職員と揉み合いになったとされ、周囲にいた家族達もプラカードを持ち込めないことに憤りをあらわにした。ある家族は「殺人鬼のイXXどもを殺さなければならない。殺してやりたい」などと叫んだが、他の家族から裁判に遅れると説得されて騒ぎは収まった[442][444][445][446][438]。イ船長ら被告の入廷時、遺族や行方不明者家族らが「殺人者」「顔をよく見せろ」「自分の子どもにも同じことができたのか」などとの叫びや野次が飛んだため、裁判官から制止と自制を促された。公判中、イ船長の弁護人が「臨時の船長である被告に事故原因である過積載に関与する余地はない。自分だけ助かろうと救護措置をせずに船から脱出したというのは検察の主張であり、事故後も船の水平を保とうとした努力をしている。被告は尾骨やわき腹を負傷していた状態だった。殺人容疑をもっと検討すべき」などといった意見を述べると、傍聴席から「テレビ報道を見ていないのか」「人殺しめ、平気で飯を食っているか」などと罵声や嗚咽する声があがった。裁判長は家族の心情は理解できるとしながらも、「そのように大声で罵っていては裁判を進行できない。裁判は被告への処罰の判断と真相の究明が目的であるので、怒りをぶちまけるのは謹んでもらいたい」などと再び自制を求めた。しかし、傍聴席側からはできないとする発言が次々とあがったため、裁判長は家族代表に発言の機会を与えた。犠牲者・行方不明者・生存者家族対策委員会の委員長をつとめる代表のキムは「被告たちが脱出を決めたとき、船内放送で避難を呼びかけていれば、多くの子供たちが助かったはずだ。被告は乗客だけではなく遺族の魂まで殺した。我々の時間は今でも止まっている。制服を着た生徒を見ると、我が子もお父さんお母さんと呼びながら家に帰って来る気がする」などと述べ、徹底した真実究明と厳正な処罰を訴えると、法廷会場は悲しみとすすり泣く声で包まれたとされ、検事たちも目を赤くした。初公判は17時52分頃、被告15人中11人に対する弁護人陳述が終わった時点で終了した[440][441][442][445][447][448][449][450]。
- 11月11日、光州地裁は、殺人罪で起訴された4人のうち船長ら3人について殺人罪を認めず、遺棄致死罪などで船長に懲役36年、1人に懲役20年、1人に懲役15年の判決を下した。残り1人の機関長のみは殺人罪を認定し懲役30年の判決を下した。残り11人については求刑通り遺棄致死罪などで懲役5年から10年の実刑判決を下した[451]。
- 2015年4月28日、光州高裁は1審を覆し、船長による未必の故意による殺人罪を認め無期懲役、機関長の殺人罪を認めず懲役10年、残り13人に懲役1年6ヶ月から12年の判決を下した[452][453]。

## 賠償問題
- 犠牲者遺族に対する賠償金及び、船体を引き揚げる費用や被害者の捜索にかかった費用等を合算すると、おおよそ600億円に上るとみられているが、セウォル号は過積載や船体の不正改造などの指摘もあり、さらに船員も避難誘導をせずに逃げだしていることから、保険の対象外となる可能性がある[454]。このため韓国当局は、数百億円の資産を持ち、実質オーナー兪炳彦の責任として賠償金を支払わせる方針だ。しかし韓国メディアによると、兪自身の名義の財産は無く、兪に賠償責任を負わせる場合、家族名義の資産も対象にしなければならない（一族名義の財産はおよそ200億円分）。大統領の朴は談話の中で、国民の命に被害与えた企業の利益を没収し、補償に充てるなどとしており、韓国当局は、この大統領の宣言に基づいて、事故当事者の家族や第三者名義の隠し財産も没収できる法律をつくると考えられているが、これはいわゆる事後法となり、容疑事実の立証は難航が予想されている。法治国家、例えば日本の場合、日本国憲法第39条において、何人も、実行の時に適法であった行為又は既に無罪とされた行為については、刑事上の責任を問われない法の不遡及が定められている。韓国でもこれは法の原則だが、その一方で、法の不遡及を曲げた事例が見られる。例えば、1979年の粛軍クーデター及び1980年の光州事件関係者を処罰した光州事件特別法（朝鮮語版記事）が1995年に韓国国会で成立したことや、過去の親日行為者とその子孫の財産没収及び財産没収を正当化するため、2005年に与野党169人の議員が国会に提出、12月8日に可決、同月29日に公布された、親日反民族行為者財産の国家帰属に関する特別法（通称：親日法）など。韓国メディアは、それでも相当分を税金でまかなう事になろうだろうと指摘している[455][456]。
- 5月28日、仁川地検特別捜査チームは、兪一族の2400億ウォン（約239億円）相当の財産に対して、起訴前の追徴保全命令を裁判所に請求した。追徴保全額は容疑者の兪1291億ウォン、長女492億ウォン、長男56億ウォン、次男559億ウォン。また、借名財産を探して差し押さえるために関連の営農組合法人などに対する捜査にも着手した[457]。
- 6月10日、大統領の朴は、国務会議を主催したとされ、会長の兪の検挙のために検警が多くの努力をしているが、捕まえられなければ話にならないと考える、などとのべ、検察と警察を叱責した。この中で朴は、不道徳な企業運営で国民の身体と財産に大きな被害をもたらした場合、企業主本人の財産だけでなく、第3者名義で隠されている財産まで徹底的に追跡し、没収する必要がある、などと述べた[306]。
- 6月20日、韓国政府はセウォル号の船会社である清海鎮海運の実質オーナー兪炳彦らに対し、およそ4031億5000万ウォン（約404億円）相当の財産差し押さえをソウル中央地裁に申し立てた。差し押さえた財産は犠牲者及び遺族への補償とされているが、韓国政府も事故の被害者として救助や捜索作業や船の引き揚げ作業といった費用も請求するとされている[458]。
- 2015年4月5日、海洋水産部はセウォル号の被害者や遺族に向けての被害補償申請の説明会を開いた。その中で、賠償金を受けた場合、以後は政府に異議提議しないという誓約を結ばなければならないことに、一部被害者や遺族が反発[459]。一部の被害者は、この賠償金の申請を行ったが、「4・16家族協議会」は、2015年6月29日、政府の賠償・補償金の支払いを拒否し、国を相手取って民事訴訟を起こすと発表した[460][461]。
- 2015年6月12日、海洋水産部は、セウォル号犠牲者に国費慰労支援金として1人あたり5000万ウォン（約550万円）を支給すると発表した。これは損害賠償金とは別扱いとなる[462]。

## 日本の反応
- 4月16日、日本政府は韓国側に支援を申し出[463]。17日、内閣総理大臣の安倍晋三は「被害に遭われた方、家族にお見舞い申し上げたい」と述べ、官房長官の菅義偉は同日午前の記者会見で「できる限りの協力を行う用意がある」と韓国側に伝えたと発表した[464][465]。18日には内閣総理大臣が閣僚懇談会で「韓国から支援要請があれば、対応できるようにしてほしい」と全閣僚に指示、国土交通大臣の太田昭宏は「海上保安庁には特殊救難隊や機動救難士という優れた技術を持った部隊がある。韓国側から要請があれば直ちに動ける態勢をとっており、何でも協力したい」とし、事故を起こした旅客船については「日本で1994年に建造され、鹿児島や奄美大島、沖縄で運航し、2012年の10月に韓国に売却されたが、日本では問題は全く生じていない」とした。防衛大臣の小野寺五典も「自衛隊としても、特に掃海艇やダイバーの派遣など、できる限りの支援を考えております。現在、一番近い場所として、佐世保の掃海艇が2隻、下関基地の掃海艇が 1隻及び呉の掃海母艦1隻に加え、ダイバー多数を派遣可能な状況にしておりますので、要請があった場合には、私どもとして速やかに対応していきたいと思っております。」と韓国側から要請があれば迅速に対応する構えだったが、韓国の海洋警察庁は「申し出はありがたいが、現在、特段支援を要請する事項はない」と支援を辞退している[466][467]。
  - なお、4月18日、行方不明者の家族が、日本政府の捜索支援の申し出を韓国側が拒絶したとの噂を韓国海洋警察幹部に質問し、騒然となった。幹部は「初めて聞いた。確認してお答えする」と回答した[468]。
- 4月17日、この事故を受けて国土交通省は、日本国内の旅客船会社約450社に対して、非常時の脱出手順の確認を求める通達を出した[469]。
- 4月18日、安倍晋三はこの日の夜、大阪市内での会食の席で、韓国が旅客船沈没事故で日本の救援を受け入れていないことに関して、子どもたちを早く助ける意味でも支援を受けてくれたらうれしいのに、などと語った[470]。
- 4月18日、博多港から釜山港への高速船「ビートル」を運航するJR九州高速船は高速船の予約をしていた日本国内3団体90人の渡航キャンセルがあったことを明らかにしている。5月3日に釜山広域市で行われる予定だった朝鮮通信使を再現するイベントがこの事故のために中止になり、団体が参加できなくなったためである[471]。
- 4月18日、京畿道教育庁によって、行方不明となった修学旅行生の中に、日本人の母を持つ韓国国籍の女生徒がいることが明らかにされ、日本でも報じられた[472]。母親は長野県生まれとされ、1992年、統一教会の合同結婚式で韓国に渡り、ソウルで式を挙げた1組である[473]。
- 4月20日にソウル特別市広津区にあるUNIQLO-AXでPerfumeやマキシマムザホルモンが公演予定だった「Perfume FES!! 2014」韓国公演は、この事故に伴い自粛となった[474][475]。
- 4月22日、日本体育協会は、大韓民国江原道で開催される予定だった生涯スポーツ大会の「全国生活体育大祝典」に、日韓スポーツ交流事業の一環として派遣することになっていた日本代表選手団の訪韓を中止した。今回のフェリー事故で大会そのものの開催が延期となったことを受けた措置[476]。
- 日本のテレビでは、WOWOWで4月25日放送予定だった映画「タイタニック」、テレビ東京『ポケットモンスター XY』で4月24日放送予定だった1エピソード「海底の城!クズモーとドラミドロ!!」の放送がいずれも中止となった（前者は「キング・コング」に差し替えられ、後者は次の話とされていた「ショウヨウジム戦!ピカチュウ対チゴラス!!」が繰り上げて放送されることとなった）[477]。
- 4月30日までに、外交ルートで、セウォル号が日本のマルエーフェリーにて『フェリーなみのうえ』として運行していた時の設計図が韓国に提供された。韓国へ売却された後に実施された船舶改造作業が適切だったかを調べるためである[478]。
- 沈没事故の追悼行事などでは、「千の風になって」の朝鮮語版がよく流されている[479][480]。
- 5月23日、今年の秋に韓国への修学旅行を予定していた高校がセウォル号沈没事故を受けて韓国行きを中止した問題について、秋田県教育長の米田進は「安全対策や情報収集で不安を払拭し、県の（旅行費）補助事業についてもPRしたい」などと答え、他の県立高については実施する意向を示した。秋田県は大韓航空の『秋田－ソウル間』の便を維持するため韓国への修学旅行を推進しているが、韓国交通機関への不安のほか、反日国への修学旅行は適切ではないなどの批判が出ている[481]。
- 5月31日、防衛相の小野寺五典は、シンガポールで開かれた日米韓防衛相会談の直前、韓国国防相の金寛鎮と立ち話をして、「日本国民はお悔やみしている。私も我が身のことと思い、つらい思いで見ていた」などと、セウォル号沈没事故への弔意と見舞いを述べた。また集団的自衛権行使の検討や北朝鮮による拉致被害者の再調査実施について告げた[482]。
- 6月7日、セウォル号の沈没事故を受け、韓国への修学旅行を取りやめる動きが広がっていると報道がされる。韓国が不法に占領を続ける竹島問題や強制であったと主張する慰安婦問題を執拗にもちだしてくる反日的な姿勢に、セウォル号沈没事故や地下鉄事故に見られた韓国交通機関の杜撰な管理や安全問題が加わり、保護者に不安が広がった結果。大阪の高校では保護者にアンケート調査を実施、その結果に校長は、生徒たちの安全と保護者の安心が確保できなければ決行できない、などと話した。大阪府教委によると、昨年韓国へ行った府立高校6校のうち4校が今年は別の行き先を選んだ。平成元年からほぼ毎年、韓国へ行っていた滋賀県の高校も、選択肢を広げるとして、今年はマレーシアに変更。和歌山の高校も韓国行きを希望する生徒が激減したために、中止した。旅行大手の担当者は「お手軽ということで人気だった韓国も、対日感情の悪化で子供を行かせることに不安を覚える保護者が多いのでは」などと述べたとされ、今年は修学旅行先を韓国から国内にした大阪府内の高校校長も「旅費はかさむが、将来的には親日的な台湾や東南アジアに行きたい」などと述べた。読売新聞社と韓国日報社は、共同世論調査を実施（5月23-25日）、現在の日韓関係について、悪いと答えた日本人は過去最高の87％に達し、韓国大統領の朴槿恵が、歴史認識を巡る問題で、国際社会に向けて日本批判を繰り返したことについて、適切でなかったと答えた日本人が89％を占めたとされ、これらの結果も影響したと考えられる[483][484]。

## 韓国・日本以外の国々の反応

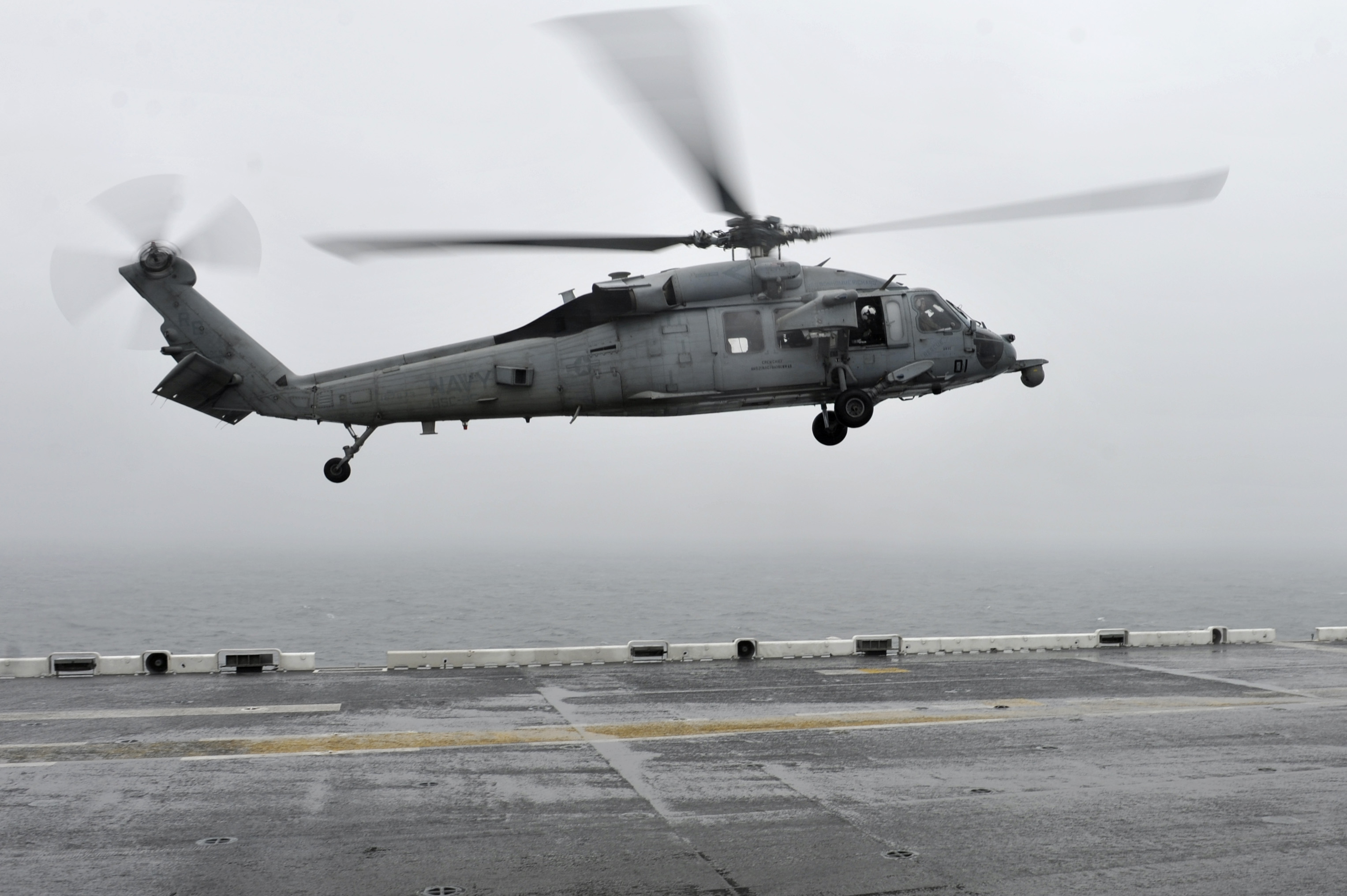
韓国海軍の要請で捜索救助を行うアメリカ海軍のSH-60 シーホーク。2014年4月17日撮影。

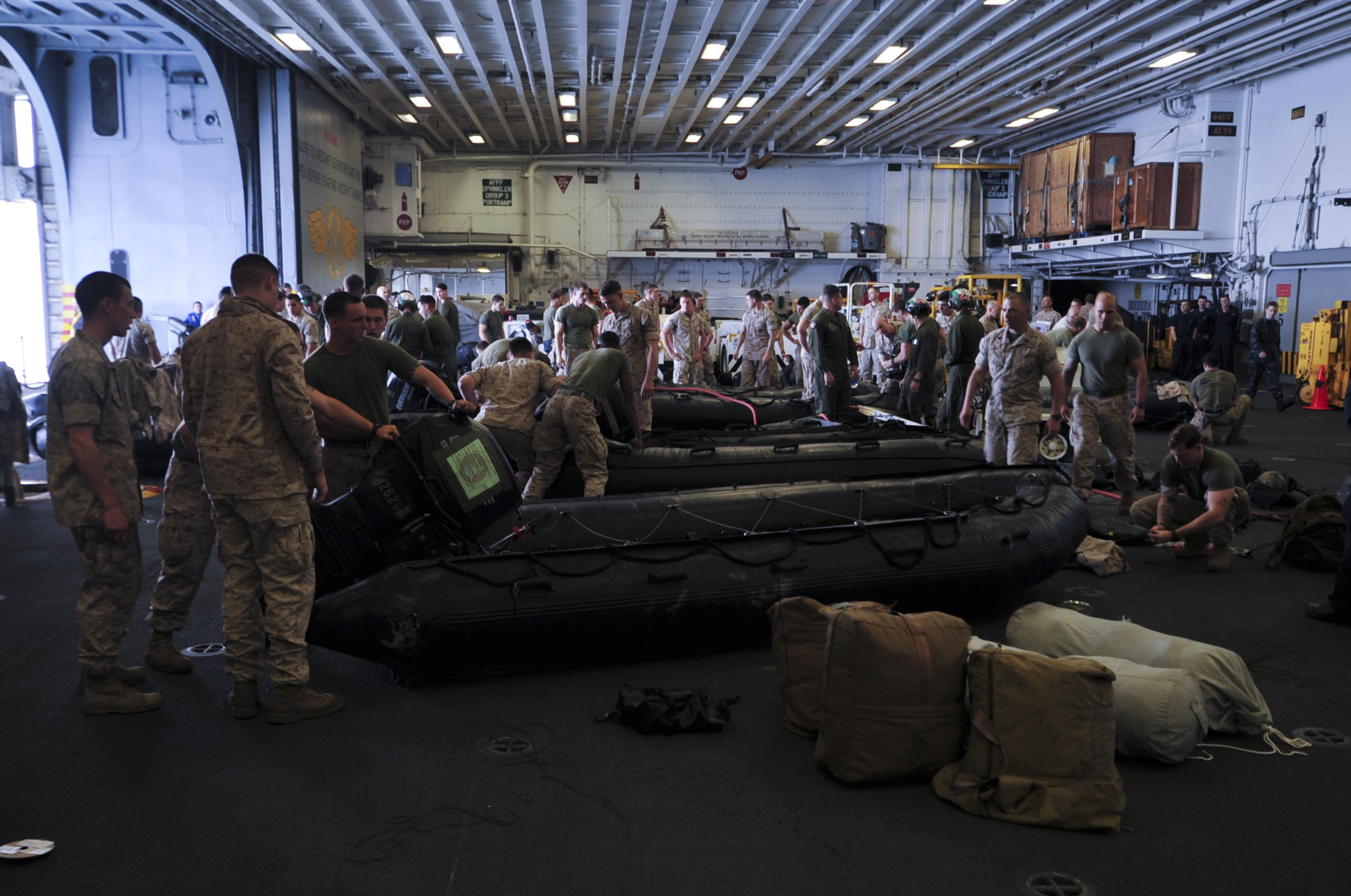
ボノム・リシャール艦内にて、現場海域救助活動のゴムボート準備を行うアメリカ海兵隊。2014年4月16日撮影。

- アメリカ合衆国：16日、アメリカ海軍太平洋艦隊司令部は黄海で活動中だった佐世保港を母港とする強襲揚陸艦「ボノム・リシャール (LHD-6)」を救助のために現場海域へ向かわせ17日から活動予定と発表[485][486]。しかし、ボノム・リシャールから派遣された救助ヘリコプターは韓国海軍の承認を得られなかったため、救助に参加できなかった[487]。大統領のバラク・オバマは、お悔やみとお見舞いの言葉を述べ[488]、4月24日にはアジア歴訪の途中に訪韓し、米韓首脳会談の冒頭、沈没事故の犠牲者に「深い哀悼の意を表する」と述べ、朴槿恵韓国大統領と共に約30秒の黙祷をささげた[489]。26日には佐世保を母港とし、2007年に米海軍を退役し、米海軍配下の軍事海上輸送司令部の指揮下にある非武装救難艦「セーフガード（英語版） (T-ARS-50)｣[490] が現場に到着し、活動を始めるが、後方支援にとどまり、直接の捜索には関わらない予定[491]。
- 中国：客船沈没について深く哀悼の意と発表した。中国外務省のスポークスマンもこれに対して哀悼の意を伝える一方で、自国の国民の2人乗船の事実が確認されるだけに自国の国民の救助も呼びかけた[492]。国家主席の習近平と首相の李克強は、大統領の朴槿恵にお悔やみの電文を送った[488]。また、韓国の海洋警察が事故対応に集中している隙をつき、夜間になると中国漁船が昼間に操業していた北方限界線の北朝鮮側から韓国領海に侵入を繰り返している[493]。セウォル号の引き揚げは中華人民共和国交通運輸部の国営企業上海サルベージが担当し[494]、韓国政府に巨額の追加請求を行っている[495]。
- イギリス：客船沈没の哀悼と発表した。外相のウィリアム・ヘイグは声明の中で哀悼の意を伝え、可能なすべての支援を惜しまないとも述べた[496]。
- バチカン：17日、「今回の悲劇を受けたすべての人々のために神の慰めと平和の恵みを切に望む」と慰労の意を伝えた[497]。4月24日、「韓国民の全てに深い哀悼の意をあらわす。若者にあう訪韓を控え、若い多くの犠牲をとても残念に思う」また「韓国民がこの事件をきっかけに倫理的・霊的に生まれ変わることを望む」[498]。
- 北朝鮮：事故から3日後の4月19日、朝鮮中央通信は事故を簡潔に報じた。北朝鮮の無関心さに、韓国では怒りが噴出した[499]。4月20日には、宣伝サイトの「わが民族同士」にて「万一、米国と南朝鮮傀儡好戦狂どもが下手な射撃をしてくるならば、攻撃精神で侵略者らを南海にすっかり水葬にしてしまうだろう」という表現を使った[500]。4月23日、北朝鮮から韓国に、朝鮮赤十字名義での「深甚なる慰労の意を表わす」との電文が送られた[501]。朝鮮中央通信は5月5日、事故について「事故は徹頭徹尾、朴槿恵政権の反人民的政策と無能力、無責任がもたらした特大型の悲劇的大惨事であり、人災だ」と論評した[502]。また、5月11日、国防委員会では、犠牲になった高校生らを「魚の餌」になったと表現した。5月13日、労働新聞は「南朝鮮社会がセウォル号とともにまるごとひっくり返っている」「青瓦台をすっかり燃やしてしまうだろう」という記事を載せた[503]。

その他、オランダやシンガポール、国際連合、国際移住機関など、33の国や国際機関が哀悼の意を表明し、必要な支援を申し出た。

## 関連文献

### 図書
- 室谷克実『ディス・イズ・コリア ＝ THIS IS KOREA　韓国船沈没考』〈産経セレクト S-002〉、産経新聞出版(出版) 日本工業新聞社(発売)、2014年7月18日。ISBN 978-4-8191-1249-9。
- 郭東起（著）『セウォル号の「真実」　誰が私たちの子どもを殺したのか？　検証：韓国船沈没事件』高裕美 訳、竹書房、2014年11月27日。ISBN 978-4-8019-0085-1。
- 『目の眩んだ者たちの国家』ム・エラン／パク・ミンギュ／ファン・ジョンウン／キム・ヨンス他（訳・矢島暁子）、新泉社、2018.05.25
- 『ディディの傘』 ファン・ジョンウン (訳・斎藤真理子) 亜紀書房 (2020/9/18)

### 記事
- 小田原松玄「「悪党」の世直し論（其の123）セウォル号の惨事に思う」『時評』第56巻第6号、時評社、2014年6月、170–174頁。
- 崔三然「韓国セウォル号海難事故の教訓 人災を国難にまで拡大させている愚かさ」『ビジネス界』第34巻第3号、ビジネス界、2014年6月、46–49頁。
- 「韓国 セウォル号沈没事件に民主労総が反撃 「命より金」の新自由主義への怒り爆発」『国際労働運動』第42巻第6号、前進社、2–5頁、2014年6月。
- 佐藤守「韓国沈没！ セウォル号事故に見る韓国の民度」『ジャパニズム』青林堂、2014年6月、32–37頁。
- 「知られざる韓国動向（23）セウォル号 海難事故と社会の不正」『食品と暮らしの安全 ＝ Safety of our foods and life』第302号、食品と暮らしの安全基金、14頁、2014年6月。ISSN 1343-5876。
- 「セウォル号惨事、強まる政府批判/他」『統一評論』第583号、統一評論新社、29–33頁、2014年6月。
- 若杉大「セウォル号事件に見る"三流国家"韓国　精神沈没8つの諸症状」『ジャパニズム』青林堂、2014年6月、58–63頁。
- 黒田勝弘「セウォル号事故から見る韓国という国」『新潮45』第33巻第6号、新潮社、2014年6月、66–71頁。
- 「セウォール号の事故原因は安全を疎かにした儲け主義」『内航海運』第49巻第957号、内航ジャーナル、4–6頁、2014年6月。ISSN 0388-4686。
- 室谷克実「韓国の「愚韓」「呆韓」「哀韓」全記録」『WiLL』第115号、ワック、2014年7月、32–53頁。
- 「韓国 朴槿恵政権への怒りのローソク集会 「セウォル号惨事は虐殺だ！」と責任追及」『国際労働運動』第42巻第7号、前進社、2–5頁、2014年7月。
- 豊田有恒「事故の遠因は「ケンチャナ」精神」『WiLL』第115号、ワック、2014年7月、54–63頁。
- 丸山茂樹「時事 韓国最新情報 for JA Watch Korea（第16回）セウォル号の沈没と韓国の論調　パリ・パリ文化とケンチャナヨ精神」『農業協同組合経営実務』第69巻第7号、全国共同出版、2014年7月、100–103頁。ISSN 0913-2120。
- 「セウォル号惨事 事故の真相を必ず究明すべき」『統一評論』第584号、統一評論新社、41–44頁、2014年7月。
- 加藤達也「セウォル号と「無責任大国」韓国の最後」『文藝春秋』第92巻第9号、文藝春秋、2014年7月、186–193頁。
- 「ドキュメント 激動の南北朝鮮（第203回）一四・四五 セウォル号沈没事故 悲しみと憤りに包まれる韓国」『世界』第858号、岩波書店、263–270頁、2014年7月。ISSN 0582-4532。
- 堀潤「公共放送はだれのもの？ セウォル号報道圧力事件の顛末 ストも辞さず、社長を退任させたKBS」『金曜日』第22巻第27号、金曜日、2014年7月11日、38–39頁。
- 「現地徹底取材 セウォル号オーナー 兪炳彦 怪死「7つの謎」 32人が集団自殺したカルト教団との接点」『週刊文春』第56巻第31号、文藝春秋、140–143頁、2014年8月7日。
- 菅野朋子「ドキュメント 分単位で再構成する未曽有の悲劇 セウォル号沈没」『週刊文春』第56巻第33号、文藝春秋、2014年8月28日、38–43頁。
- 田村兼吉「科学 韓国旅客船「セウォル号」の事故原因」『青淵』第786号、渋沢栄一記念財団、2014年9月、18–20頁。ISSN 0912-3210。
- 「知られざる韓国動向（26）セウォル号事故で観光地・済州（チェジュ）島の苦難」『食品と暮らしの安全 ＝ Safety of our foods and life』第305号、食品と暮らしの安全基金、12頁、2014年9月。ISSN 1343-5876。
- 梅田皓士「セウォル号政局とその後の韓国政治」『海外事情』第62巻第9号、拓殖大学海外事情研究所、2014年9月、29–42頁。ISSN 0453-0950。
- 淵弘「文鮮明から「セウォル号」オーナーまで 韓国はキリスト教カルト天国」『新潮45』第33巻第9号、新潮社、2014年9月、109–115頁。